# Liste der im Zuge des sogenannten Röhm-Putsches getöteten Personen
Der folgende Artikel bietet einen listenartigen Überblick über die im Zuge der als Röhm-Putsch bekannt gewordenen politischen Säuberungswelle der Nationalsozialisten vom 30. Juni bis 2. Juli 1934 ermordeten Personen, soweit sie namentlich bekannt sind.

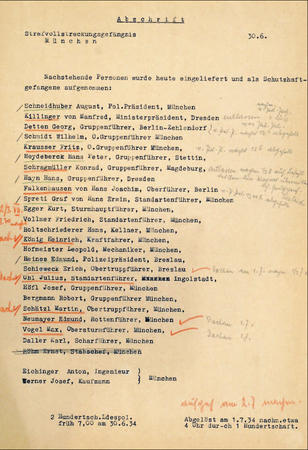
Am 30. Juni 1934 erstellte Liste der Personen, die an diesem Tag in die Strafanstalt Stadelheim in München eingeliefert wurden. Hitler markierte, nachdem diese Liste ihm am Mittag des 30. Juni vorgelegt wurde, die Namen von sechs SA-Führern, deren Exekution er anordnete, mit einem kurzen Bleistiftstrich (/) vor dem Namen. Anschließend übergab er die Liste an den Kommandeur seiner Leibgarde, Sepp Dietrich, mit dem Hinweis, dass er für die Exekution der abgehakten Männer zu sorgen habe. Diese wurde am Abend des 30. Juni in einem Hof des Gefängnisses vollstreckt. Die Gefängnisverwaltung unterstrich die Namen dieser sechs in Stadelheim erschossenen Männer mit grünem Stift. Weitere Gefangene, die im Laufe des 1. Juli 1934 aus der Anstalt abgeholt und an anderen Orten erschossen wurden, wurden von der Gefängnisverwaltung rot unterstrichen.

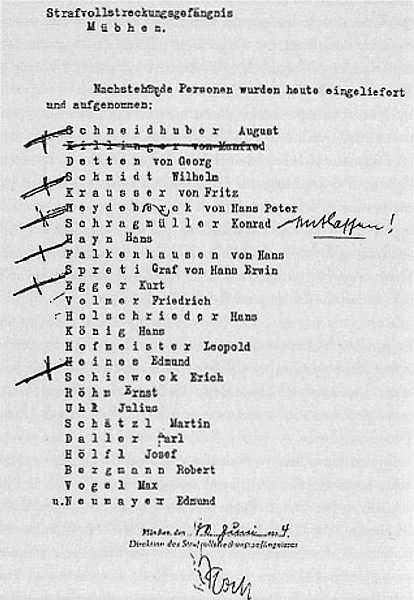
Liste der Strafvollzugsanstalt Stadelheim in München mit den dort am 30. Juni 1934 eingelieferten Personen.

## Anzahl der Ermordeten
Wie der Historiker Hermann Mau in seiner Studie von 1953 über die Röhm-Affäre festgestellt hat, gibt es „kaum einen Vorgang der nationalsozialistischen Zeit, dessen Spuren mit so peinlicher Sorgfalt verwischt worden sind“, wie die Mordaktion vom 30. Juni bis 2. Juli 1934. So sind die exakte Anzahl der im Zuge der „Säuberungsmaßnahmen“ Ermordeten, der genaue Ablauf der Entscheidungsprozesse und Vorbereitungsmaßnahmen die der Aktion vorangingen, der Ablauf vieler Verhaftungen und Exekutionen, die Personalien eines großen Teils der ausführenden Täter und viele weitere Einzelheiten bis heute nicht vollständig aufgeklärt.
Unmittelbar nach dem Abschluss der Aktion begann die NS-Regierung, möglichst alle Beweismittel systematisch zu beseitigen, wohl vor allem aus dem Bestreben heraus, sich selbst für den Fall eines künftigen politischen Umbruchs in Deutschland vor einer juristischen Verfolgung zu schützen. Dies lief in der Praxis so ab, dass Hermann Göring, kurz nachdem Hitler am Abend des 1. Juli den Stopp der Mordaktion befohlen hatte, alle Akten im Zusammenhang mit der Röhm-Affäre verbrennen ließ. Die Täter aus der SS wurden durch ihre Vorgesetzten zu einem ehrenwörtlichen Eid verpflichtet, striktes Stillschweigen über ihre Taten während der Aktion bzw. (bei Erschießungen vor großem Publikum) über die Ereignisse, deren Zeuge sie geworden waren, zu wahren. Einige Quellen sprechen auch von der Androhung, dass jeder, der unerlaubt seine Kenntnisse an Dritte weitergeben würde, selbst erschossen würde.
Den Polizei- und Justizbehörden wurden Ermittlungen über die vom 30. Juni bis 2. Juli durchgeführten Mordtaten nur in Ausnahmefällen, so im Fall Kuno Kamphausen, gestattet. Anfang Juli 1934 erstellte der Kriminalkommissar Franz Josef Huber im Geheimen Staatspolizeiamt aufgrund der aus dem ganzen Reich einlaufenden Meldungen der untergeordneten Gestapo- und SD-Dienststellen eine amtliche Todesliste mit 77 Namen. Nachdem Hitler diese Liste von Heinrich Himmler vorgelegt bekommen und sie gebilligt hatte, durfte die Justiz nur noch die Ermordung solcher Menschen untersuchen, die nicht auf der 77er-Liste standen. Vermutlich entsprechen die 77 Personen, die Hitler in seiner Reichstagsrede vom 13. Juli als die Gesamtzahl der Getöteten angab, den 77 Personen auf der von Huber erstellten Liste.
Während des Reichsparteitags von 1934 konnten Himmler und der Staatssekretär im Justizministerium Roland Freisler Hitler überzeugen, sechs weitere getötete Personen auf die Liste der amtlich gebilligten Morde zu setzen, die somit auf 83 Personen anwuchs.
Seit den 1970er Jahren sind weitere Indikatoren aufgetaucht, die es ermöglichen die Zahl der Opfer weiter einzugrenzen: So konnte der Historiker Günther Kimmel im für das KZ Dachau zuständigen Standesamt Prittlbach die Sterbeurkunden der vom 30. Juni bis 2. Juli in München und Umgebung ermordeten Personen – mit Ausnahme der sieben im Gefängnis Stadelheim erschossenen SA-Führer (deren Tod beim Standesamt München II beurkundet wurde) – ausfindig machen. Zusätzlich zu sechzehn im Münchener Raum getöteten Personen, deren Namen sich auch auf der offiziellen Totenliste der Gestapo fanden, stieß Kimmel dort noch auf Sterbeurkunden für fünf weitere Personen, die während der Mordaktion im KZ Dachau umgebracht worden waren, deren Namen aber nicht in die Totenliste der Gestapo aufgenommen worden waren (nämlich: Adler, Gans, Häbich, Hereth, und Wilhelm Eduard Schmid). Wolfram Selig konnte wiederum Anfang der 1990er Jahre das Ministerialbuch des Münchener Krematoriums, in dem in den Tagen nach der Säuberungsaktion die Leichen der in München ermordeten Opfer verbrannt worden waren, ausfindig machen. In diesem sind die Namen von 28 Personen (nämlich die 23 Personen, die auch auf der offiziellen Totenliste auftauchen, sowie die fünf Personen, die Kimmel im Sterberegister des Standesamtes Prittlbach eruiert hatten) mit dem Hinweis verzeichnet, dass sie im Zusammenhang mit der Röhm-Affäre auf Veranlassung der Politischen Polizei verbrannt wurden. Aus der exakten Übereinstimmung der einerseits in den Sterberegistern den Standesämter Prittlbach und München II und andererseits im Verbrennungsbuch des Krematoriums verzeichneten Münchener Opfer ist später geschlossen worden, dass es zumindest in München keine weiteren – oder allenfalls eine geringe Zahl weiterer – Opfer gegeben hat.
Geographisch sortiert starben 27 Personen in Berlin und Umgebung (davon 2 in Potsdam), 28 Personen in München und Umgebung, 21 Personen in Schlesien (davon 9 in der Umgebung von Breslau, 4 in Hirschberg, 2 in Leobschütz, 2 in Landeshut, 1 in Glogischdorf, 1 in Schweidnitz, 1 Boberröhrsdorf und 1 in Waldenburg), 5 in Dresden, 2 im KZ Lichtenburg, 1 Person in Ellwangen, 1 Person in Gießen, 1 Person in Tilsit, 1 Person in Plauen, 1 Person in Deutsch-Eylau, 1 Person in Stettin und 1 Person an einem unbekannten Ort.

### Angaben zur Opferzahl in der zeitgenössischen Presse und Publizistik
In der deutschen Presse durften aufgrund der Vorgaben des Propagandaministeriums nur wenige Opfer namentlich genannt werden: Dies waren die sechs im Gefängnis Stadelheim erschossenen SA-Führer, des Weiteren Ernst Röhm, Gruppenführer Karl Ernst sowie General Kurt von Schleicher und seine Frau. Durch die Veröffentlichung des Wortlauts von Hitlers Reichstagsrede vom 13. Juli wurde außerdem der Standartenführer Julius Uhl als getötet bekannt.
Die ausländische Presse bemühte sich in den folgenden Monaten, die tatsächliche Zahl der getöteten Personen zu eruieren, konnte aber aufgrund der Entfernung zu den Tatorten und der Schwierigkeit, aussagewillige Zeugen aus Deutschland zu finden, nur sehr vage Angaben liefern. Die internationalen Presseberichte aus den Wochen unmittelbar nach den Erschießungen präsentierten überaus hohe Opferzahlen, die von der späteren Forschung weitgehend verworfen wurden. Außerdem wurden zahlreiche Personen fälschlicherweise als getötet angegeben, deren Überleben später festgestellt werden konnte, so zum Beispiel der Potsdamer Polizeipräsident Wolf-Heinrich von Helldorff, der bayerische Monarchistenführer Graf Guttenberg und Walther Schotte. So gab der Daily Telegraph vom 7. Juli die Zahl der getöteten Personen mit 255 an, während der Manchester Guardian sie in seiner Ausgabe vom 26. Oktober 1934 mit „etwa 1000“ bezifferte. Das Neue Wiener Journal veranschlagte sie wiederum mit „1184“. Die Autoren des im Herbst 1934 in Paris veröffentlichten Weissbuchs über die Erschießungen vom 30. Juni 1934 behaupteten, Gewissheit zu besitzen, dass mehr als 1000 Personen während der Röhm-Affäre umgebracht worden seien, von denen sie allerdings nur 113 namentlich aufführen, von denen sich ebenfalls einige später als definitiv nicht ermordet erwiesen. Der Historiker Wolfgang Sauer nannte die im Ausland veröffentlichten hohen Opferzahlen in den 1950er Jahren Phantasterei, obwohl er selbst von 150 bis 200 Ermordeten ausging. Unklar ist, inwieweit die verschiedenen überhöhten Opferzahlen, die im Ausland lanciert wurden, ehrliche Missverständnisse und Irrtümer oder in einigen Fällen auch bewusste Falschangaben waren, die aus politischen Gründen von NS-Gegnern in die Welt gesetzt wurden, um die ohnehin bedenklichen Zustände im Deutschen Reich in der Wahrnehmung des Auslandes weiter zu dramatisieren.

### Angaben zur Opferzahl in der Forschungsliteratur
In der wissenschaftlichen Forschung sind die Angaben zur Zahl der Getöteten seit den 1950er Jahren umstritten: Hermann Mau ging Anfang der 1950er Jahre von 150 bis 230 Toten aus. Wolfgang Sauer schätzte 1960 die Zahl auf 150 bis 200 Tote, was vom israelischen Historiker Charles Bloch in seiner Studie zur Röhm-Affäre von 1970 bestätigt wurde. Karl Martin Graß meinte 1968: „eine genaue Analyse aller Fälle zeigt, […] (dass) die Zahl der Ermordeten bei 85“ lag. Hans Mommsen kritisierte Blochs Einschätzung in seiner 1971 veröffentlichten Rezension seines Buches und insistierte, dass die „Schätzungen von 150 bis 200 Opfern“ veraltet seien und dass längst „unwiderleglich nachgewiesen“ sei, dass es sich „insgesamt um 85 Opfer“ gehandelt habe.
Michael Salewski schrieb in seinem Beitrag Die bewaffnete Macht im Dritten Reich 1933–1939 in Deutsche Militärgeschichte Band IV über „mindestens“ 200 Ermordete. In seiner Himmler-Biographie von 2008 sprach Peter Longerich davon, dass „etwa 150 bis 200 Personen“ hingerichtet worden seien.
Otto Gritschneder konnte 1993 in seinem Buch Der Führer hat sie zum Tode verurteilt nach Überarbeitung der amtlichen Liste 90 ermordete Personen namentlich benennen. Rainer Orth identifizierte 2012 neunundachtzig definitiv getötete Personen sowie zwei weitere potentielle Opfer (Karl Günther Heimsoth und einen Mann namens Krause, dessen Vorname unbekannt war), deren Tötung im Rahmen der Röhm-Affäre nicht erwiesen sei. Von Gritschneders Liste strich er eine Person (Theodor Schmidt) als definitiv nicht getötet sowie zwei weitere als nicht entscheidbar, fügte aber zugleich zwei weitere Opfer (Mosert und Oppenheim) hinzu, die auf Gritschneders Liste noch gefehlt hatten. Unter Verweis auf die Akten des Finanzministeriums zur Hinterbliebenenversorgung der Angehörigen der Opfer, in denen keine weiteren Getöteten auftauchen, ging er von einer nur marginalen Dunkelziffer zusätzlich zu den 89 identifizierten getöteten Personen aus. In einer anderen Publikation fügte er eine weitere Person zur Liste der Opfer hinzu, indem er den bisher nur dem Nachnamen nach bekannten Mann namens „Krause“ als Kurd Krause identifizierte und zugleich Belege vorlegte, dass diese Person tatsächlich getötet worden war. Entsprechend erhöhte er seine Angabe zu den Opfern der Röhm-Affäre auf neunzig nachweislich getötete Personen und geht von keiner oder nur einer kleinen Dunkelziffer weiterer Opfer aus.
Ian Kershaw schrieb 1998 in seiner Hitler-Biographie, dass ungeachtet der bereits erwähnten, von Göring angeordneten, Verbrennung der mit der Aktion zusammenhängenden Akten „nicht alle Unterlagen vernichtet“ worden seien. So seien „in den verbliebenen Akten […] noch 85 bis 90 Personen aufgeführt“, von denen „nur 50 der SA angehört“ hätten. Auch er verweist darauf, dass die vermutliche Dunkelziffer der Getöteten sich „insgesamt auf 150 bis 200 Personen belaufen“ haben soll.

### Erschießungsorte
- SS-Kaserne Lichterfelde (Berlin): Vom Abend des 30. Juni 1934 bis in die frühen Morgenstunden des 2. Juli 1934 wurden achtzehn Personen auf dem Gelände der gemeinsam von der Leibstandarte Adolf Hitler und der Landespolizeigruppe General Göring genutzten Kaserne in der Finckensteinallee in Berlin-Lichterfelde exekutiert. Fünfzehn dieser Personen (Beulwitz, Detten, Ernst, Falkenhausen, Gerth, Klemm, Koch, Krause, Kraußer, Mohrenschildt, Sander, Hans Walter Schmidt, Schragmüller, Villain, Voss) wurden auf einem vor dem Lazarettgebäude der Kaserne gelegenen Platz im Nordwesten der Anlage nahe der Umfassungsmauer zur Baseler Straße erschossen. Drei weitere (Fink, Hoffmann, Pleines) wurden in einem umfriedeten Nebenhof erschossen.
- Gefängnis Stadelheim (München): Am frühen Abend des 30. Juni 1934 wurden sechs Personen auf dem sogenannten „Spazierhof“, einem Innenhof der Strafvollstreckungsanstalt Stadelheim in München, an der Mauer neben dem Sezierraum der Anstalt erschossen (Hayn, Heines, Heydebreck, Schmid, Schneidhuber, Spreti). Eine weitere Person wurde am frühen Abend des 1. Juli 1934 in einer Zelle (Zelle 474) im Neubau der Anstalt erschossen (Röhm).
- SS-Kaserne Dresden-Trachenberge: In der SS-Kaserne in Dresden wurden fünf Personen von Angehörigen der Politischen Bereitschaft Sachsen (Sonderkommando Sachsen) erschossen (Martin, Ostendorp, Pietrzuk, Schroedter, Schuldt).
- KZ Dachau: Der Journalist Fritz Gerlich und der ehemalige Hauptmann Paul Röhrbein wurden am späten Abend des 30. Juni 1934 auf dem Schießstand des KZ Dachau bei Scheinwerferlicht von einem SS-Peloton gleichzeitig erschossen. Mindestens drei Personen (der ehemalige Generalstaatskommissar von Kahr, der Musikkritiker Willi Schmid sowie die der Spionage verdächtige Ernestine Zoref) wurden am späten Abend des 30. Juni, je einzeln, direkt nach ihrer Einlieferung im Lager in das Arrestgebäude des Lagers (sogenannter Bunker) geführt und dort, direkt nach dem Betreten des Vorraums des Arrestes (einem umzäunten Hof vor dem eigentlichen Arrestgebäude), vom Arrestaufseher durch überraschenden Nahschuss getötet. Vier SA-Angehörige aus der Umgebung von Röhm und Edmund Heines wurden am frühen Abend des 1. Juli 1934, je einzeln, nacheinander, auf den Schießplatz des Lagers (unmittelbar hinter dem Lagerzaun bei der Baracke 6) geführt und vor großem Publikum (zahlreiche Gefangene und Wachleute mussten sich auf Befehl des Kommandanten aufstellen und, zum Teil durch den Zaun, hinter dem sie standen, zusehen) erschossen. Es waren dies die SA-Angehörigen Neumaier, Schiewek, Schweighart und Vogel. Drei weitere SA-Angehörige (König, Schätzl und Uhl) wurden in den frühen Morgenstunden des 2. Juli an einem nicht geklärten Ort im Lager. Außerdem wurden vier seit längerer Zeit im Lager gefangen gehaltene Personen (Adler, Gans, Häbich, Hereth) zu nicht geklärten Zeitpunkten vom späten Abend des 30. Juni bis zum Abend des 1. Juli an nicht aufgeklärten Orten des Lagers (wahrscheinlich im Arrestgebäude, auf dem Lagerplatz oder in einem Wäldchen im Lager) erschossen.
- Umland von München: Der Ingenieur Otto Ballerstedt wurde in der Nacht zum 1. Juli 1934 in den Amperauen im Waldgebiet Neuhimmelreich bei Dachau erschossen. Der Gastwirt Karl Zehnter wurde auf der Staatsstraße von Dachau nach Augsburg außerhalb von Stetten bei dem Waldstück Längenmoos in oder vor einem Auto erschossen und im Straßengraben zurückgelassen.
- Waldgebiet „In den Sitten“ bei Breslau: Sieben Personen wurden in der Nacht zum 1. Juli 1934 auf einer Lichtung in dem Waldgebiet „In den Sitten“ nördlich von Breslau im Scheinwerferlicht der Kraftwagen, mit denen sie an diesen Ort gebracht worden waren, erschossen (Belding, Engelhardt, Lipinsky, Nixdorf, Ramshorn, Stucken, Wechmar).
- Waldgebiet „Zettelbusch“ bei Groß-Haidau: Der Vizepolizeipräsident von Breslau und der Bruder des Polizeipräsidenten Heines, Oskar Heines, wurden mit gefesselten Händen in den frühen Morgenstunden des 2. Juli 1934 auf einem Feld am Rande eines Waldes im schlesischen Groß-Haidau durch Genickschüsse exekutiert.
- Stadtzentrum von Berlin: Im Stadtzentrum von Berlin wurden vier Personen umgebracht: Im Berliner Regierungsviertel wurde der Ministerialdirektor Klausener in seinem Büro im Reichsverkehrsministerium hinterrücks erschossen, als er sich, nachdem ihm seine Verhaftung eröffnet worden war, umwandte, um sein Jacket vom Kleiderständer zu nehmen. Der Oberregierungsrat von Bose wurde im Gebäude der Vizekanzlei, Ecke Wilhelmstraße/Voßstraße, in ein Konferenzzimmer geführt, an einen Schreibtisch gesetzt und von einem SS-Mann mit einer MG-Salve hinterrücks erschossen. Der Polizeihauptmann a. D. Eugen von Kessel wurde in seiner Wohnung in einer Villa in der Hildebrandstraße 14 im Tiergartenviertel an seinem Schreibtisch hinterrücks erschossen. Der ehemalige Organisationsleiter der NSDAP, Gregor Straßer, wurde schließlich nach seiner Verhaftung in einer Zelle im Hausgefängnis im Keller des Geheimen Staatspolizeiamtes durch das Schiebefenster in der Zellentür erschossen.
- Neubabelsberg: Der ehemalige Reichskanzler Kurt von Schleicher und seine Frau wurden im Arbeitszimmer des Generals in der von ihnen bewohnten Villa in der Griebnitzstraße 4 in Neubabelsberg erschossen.
- Kraftwagenerschießungen: Der General Ferdinand von Bredow wurde in der Nacht zum 1. Juli 1934 in seiner Wohnung Spichernstraße 15 in Wilmersdorf verhaftet und während der Fahrt zur SS-Kaserne in Lichterfelde im Kraftfahrzeug erschossen.
- Stadt München: Der Anwalt Alexander Glaser wurde in seiner Privatwohnung in der Ainmillerstraße 2 in München hinterrücks erschossen, als er sich, nachdem bei ihm anklingelnde SS-Leute ihm eröffnet hatten, dass sie ihn verhaften müssten, umwandte, um seine Jacke zu holen.
- SS-Kaserne Ellwangen: Der ehemalige Leiter der Politischen Polizei in Württemberg, Mattheiss, wurde am 1. Juli 1934 in der SS-Kaserne in Ellwangen erschossen.

### Behandlung der Leichen
Die sechs am Abend des 30. Juni im Gefängnis Stadelheim erschossenen SA-Führer wurden noch in derselben Nacht auf dem angrenzenden Friedhof am Perlacher Forst beerdigt. Ernst Röhm wurde in der Nacht vom 1. zum 2. Juli ebenfalls dort begraben. Am 10. Juli 1934 ordnete der bayerische Gauleiter Adolf Wagner an, die Leichen der Erschossenen zu exhumieren und einzuäschern. Dies erfolgte am 21. Juli im Krematorium am Münchener Ostfriedhof. Im Ministerialbuch des Krematoriums wurde neben den Namen dieser sieben Personen der Vermerk „Staatsverbrecher“ eingetragen. In einigen Fällen wurde die Asche der Getöteten an die Angehörigen weitergegeben, so erhielten die Eltern des Grafen Spreti mit Poststempel vom 20. August ein Kistchen mit den Ascheresten ihres Toten zugestellt.
Beisetzungen mussten, um Aufsehen zu vermeiden, innerhalb von fünf Minuten durchgeführt werden und es durften lediglich fünf Angehörige anwesend sein, ein Geistlicher durfte nicht teilnehmen.
Die Leichen von sechzehn im und nahe dem KZ Dachau erschossenen Personen wurden am 2. Juli gegen Mitternacht mit einem Möbelwagen zum Münchener Ostfriedhof überführt und dort ohne Namen, nur mit Drillichhosen und Tuch vor dem Mund bekleidet verwahrt. Nach drei Tagen im Krematorium wurden sie dort verbrannt.
Von den in München und dem Münchener Umland erschossenen Personen erhielten lediglich Otto Ballerstedt, Fritz Beck, Alexander Glaser und Wilhelm Eduard Schmid reguläre Begräbnisse. Das Standesamt Prittlbach stellte in allen 20 Fällen Sterbeurkunden aus, zum Teil – aus Nachlässigkeit oder zu Verschleierungszwecken – mit falschen Todesdaten und -Zeiten. So wurde selbst Glaser, der erst am 5. Juli 1934 im Krankenhaus seinen Schussverletzungen erlag, als am 30. Juni in Dachau verstorben registriert.
Die in der SS-Kaserne Lichterfelde erschossenen Personen wurden am Mittag des 2. Juli 1934 mit zwei großen Polizeilastwagen ins Krematorium Wedding überführt und dort unter Aufsicht der Gestapo kremiert. Am 3. Juli wurden fünf Personen (Herbert von Bose, Erich Klausener, Gregor Strasser, Othmar Toifl und Edgar Jung), die an anderen Stellen im Berliner Raum ermordet worden waren, und die zunächst am 30. Juni und 1. Juli in das Leichenschauhaus in der Hannoverschen Straße eingeliefert worden waren, vom Leichenschauhaus ins Krematorium Wedding gebracht und dort eingeäschert, außerdem das in Neubabelsberg umgebrachte Ehepaar Kurt und Elisabeth von Schleicher. Bei allen Kremierungen im Krematorium Wedding wurden die Namen der Toten den Mitarbeitern des Krematoriums nicht mitgeteilt, stattdessen hatten die Toten lediglich Zettel mit Nummern in ihren Hosentaschen, die anschließend auf die Aschenkapseln, in die die Asche der Toten gefüllt wurde, übertragen wurden. Die Gestapo hatte eine Liste mit Referenzen zu den Zettelnummern. Es durften grundsätzlich keine Angaben zu diesen Personen im Registerbuch des Krematoriums vorgenommen werden, und die Einäscherungen wurden nicht verrechnet, um den Vorgang auch in dieser Hinsicht nicht aktenkundig werden zu lassen. Die Mitarbeiter des Krematoriums wurden unter Androhung von Erschießung zum Stillschweigen verpflichtet. Insgesamt wurden „ungefähr dreißig Leichen“ von Opfern der Mordaktion im Weddinger Krematorium beseitigt.
Bei den im KZ Dachau und in der SS-Kaserne Lichterfelde erschossenen Personen ist bekannt, dass ihre Leichen kurz nach der Exekution jeweils mit Chlorkalk überstreut wurden, um die Verwesung zu hemmen, während sie bis zu ihrer Abtransportierung verwahrt wurden.
Die fünf am 1. Juli in Dresden von der dortigen politischen Bereitschaft exekutierten Personen (Ernst Ewald Martin, Joachim Schroedter, Lamberdus Ostendorp, Otto Pietrzok und Max Schuldt) wurden im Krematorium Dresden-Tolkewitz eingeäschert.
Die am 1. Juli 1934 in Breslau erschossenen Personen wurde zunächst provisorisch im Wald Riemberg-Obernigk bei Breslau, wo sie ermordet worden waren, verscharrt und später exhumiert und im Krematorium Gräbschen-Breslau eingeäschert.

## Offizielle Dokumentation der Tode von während der Röhm-Affäre gestorbenen Personen

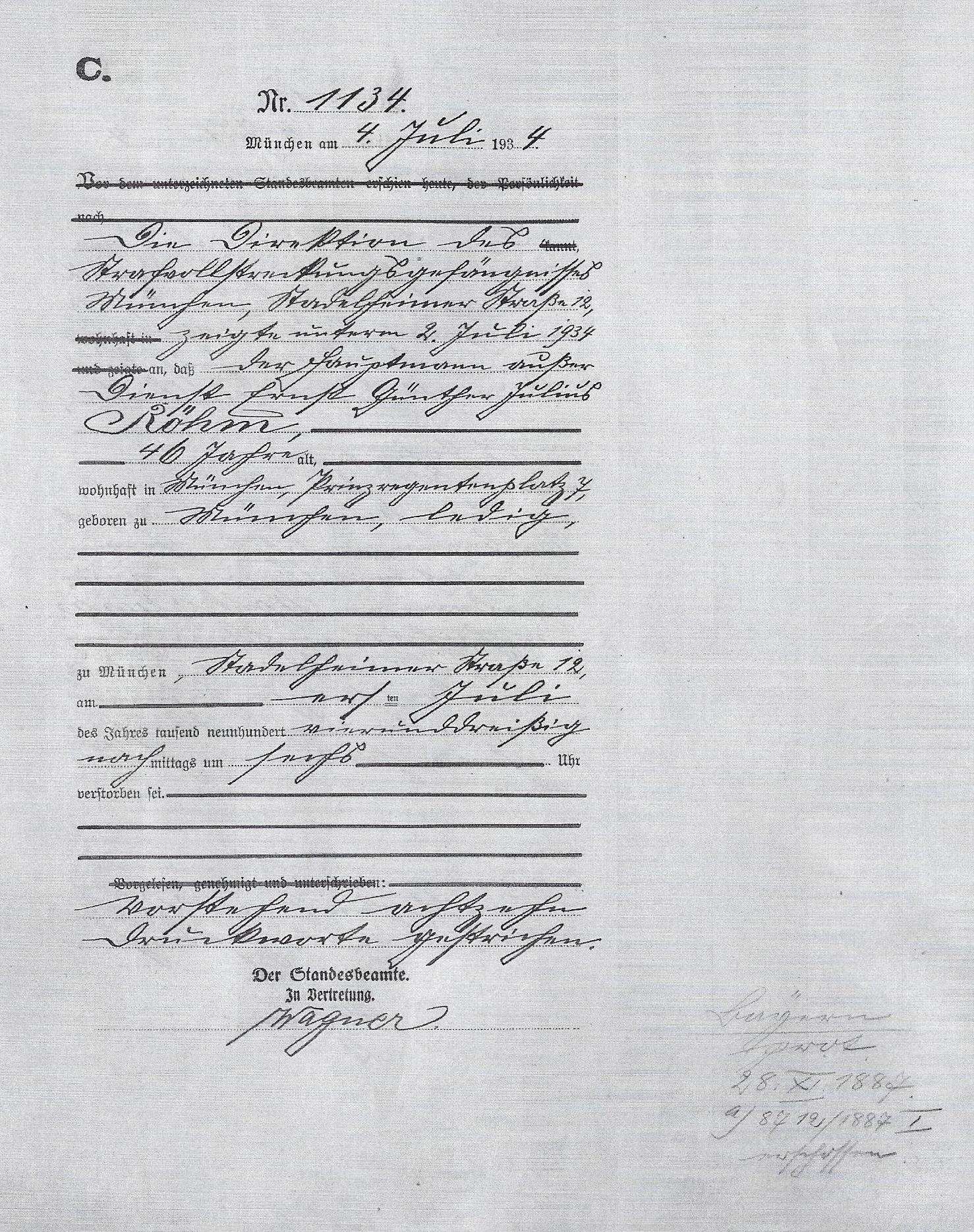
Sterbeurkunde Ernst Röhms

Direkt nach dem Abschluss der Mordaktion setzten systematisch Versuche der Verantwortlichen ein, ihre Spuren zu verwischen und Beweise für ihre Taten, die denkbarer Weise in der Zukunft gegen sie verwendet werden könnten, zu beseitigen.
Heinrich Himmler gab etwa am 2. Juli 1934 einen Anordnung heraus, die die ihm unterstehenden Polizei- und SD-Dienststellen anwies:

„dass jegliche Schreiben, Funksprüche, Durchschlagpapiere, Listen und Notizen, die auf die Säuberungsaktion und ihre Durchführung Bezug nehmen, durch Feuer zu vernichten sind. Für die Bürgermeister [als Polizeibehörden in kleinen Orten] kommen insbesondere die Funksprüche in Betracht, die sich mit der Verfolgung flüchtiger SA-Führer befassen.“

Infolgedessen wurden die meisten mit der Säuberung in Zusammenhang stehenden Dokumente, wie z. B. die Niederschriften von Funksprüchen mit Weisungen, die den diversen ausführenden Organen von der Berliner Befehlszentrale während der Mordtage übermittelt bekamen, oder von Kurieren übermittelte Befehle der Zentrale an die ausführenden Organe, in den ersten Julitagen tatsächlich vernichtet. Werner Best, der die Durchführung der Maßnahmen, die vom 30. Juni bis 2. Juli in München und Umgebung von SD und Polizei getroffen wurden, vom Wittelsbacher Palais im Zentrum von München aus als Leiter des SD-Oberabschnitts Süd dirigierte, hat beispielsweise in einer Aussage von 1953 bestätigt, dass am 2. oder 3. Juli 1934 eine Anweisung aus Berlin in seiner Dienststelle eingegangen sei, „die im Verlaufe“ der „Aktion“ der vorangegangenen Tage bei ihr eingegangenen Fernschreiben zu vernichten, und dass seine rechte Hand Carl Oberg dies dann auch getan habe. Vereinzelt entgingen Unterlagen jedoch der Vernichtung. So hat Hans Bernd Gisevius, der damals in leitender Stellung im Innenministerium tätig war, in seinen Memoiren behauptet, dass er „einen ganzen Stoss von kleinen weissen Zetteln“ mit Funksprüchen, die während der Mordtage in seiner Abteilung eingegangen seien, entgegen der im Ministerium eingegangenen Weisung nicht vernichtet habe, sondern sie in seinem Panzerschrank versteckt habe.
Für die geschichtswissenschaftliche Forschung hat dieses gezielte Austilgen von schriftlichen Unterlagen über die Säuberungsaktion die Folge gezeitigt, dass nur eine dünne Grundlage von Originalunterlagen vorliegt, aus denen sich die Ereignisse rekonstruieren lassen. Speziell mit Blick auf die Fragen, wie viele Personen, im Zuge der Mordaktion umgebracht wurden, und wer diese waren, hat diese absichtliche Beiseiteschaffung eines großen Teils der einschlägigen Dokumente der Polizei- und SD-Stellen die Aufhellung dieser Fragen erheblich erschwert.
Immerhin wurden die meisten Todesfälle, die sich im Zusammenhang mit der Mordaktion ereigneten, trotz der Vertuschungsinteressen der Machthaber von den zuständigen Standesämtern auf Mitteilungen der Gestapo hin amtlich beurkundet, so dass zumindest standesamtliche Beurkundungen zum Ableben der meisten Todesopfer der Röhm-Affäre vorliegen. Die historische Forschung hat im Laufe der Jahrzehnte zahlreiche dieser Todesurkunden ausfindig machen können. Diese Urkunden stellen mithin die amtlichste Dokumentation zu den Tötungen während der Röhm-Affäre dar.
Ein Großteil der Tode von Personen, die am 30. Juni bis 2. Juli 1934 ermordet wurden, wurde bei den Standesämtern Berlin-Lichterfelde, Breslau, Dresden und Prittlbach registriert. Der Tod einzelner anderer Opfer wurde bei anderen Standesämtern beurkundet.
Die Standesämter fertigten die Todesurkunden für die Exekutierten auf Grundlage von ihnen übermittelten Mitteilungen der Staatspolizeistellen (Dienststellen der Geheimpolizei). Die in den Urkunden angegebenen Todesorte und -daten gelten im Regelfall als korrekt, mitunter konnten aber Detailfehler identifiziert werden, die wahrscheinlich auf Desinteresse und Gleichgültigkeit der mit der Übermittlung der Informationen an die für die Ausstellung der Todesurkunden für die einzelnen Erschossenen jeweils zuständigen Polizeibeamten zurückgingen, die diese einfach, um keinen weiteren Klärungsaufwand betreiben zu müssen, nach Gutdünken festlegten.
Eine interne Anweisung des Preußischen Ministeriums des Innern vom 28. Juli 1934, die von dem damaligen Oberregierungsrat Hans Globke (dem späteren Staatssekretär der Regierung Adenauer) formuliert worden war, wurde nach dem Zweiten Weltkrieg aufgefunden. Diese lautete: „Bei der Beurkundung des Todes der am 30. Juni, 1. und 2. Juli erschossenen Personen sind die Angaben zu Grunde zu legen, die die Staatspolizeistelle in ihrer Benachrichtigung an den Standesbeamten macht. Von Rückfragen zur Vervollständigung der Angaben ist abzusehen.“
Berliner Standesämter:
- Standesamt Berlin I Registernummer 1951/ 26706: Adalbert Probst (gemäß Beschluss des Amtsgerichts Düsseldorf vom 30. September 1950, 42 II 932/49 mit Wirkung vom 10. Juli 1934 für tot erklärt)
- Standesamt Berlin II Sterbeurkunde Nr. 1934/101: Erich Klausener vom 23. Juli 1934 (offizielles Sterbedatum: 30. Juni 1934 1.15 Uhr nachmittags; beurkundet auf Mitteilung des Geheimen Staatspolizeiamtes Berlin)
- Standesamt [Berlin-]Dahlem Sterbeurkunde Nr. 1934/105 vom 7. September 1934: Karl Ernst (offizieller Todeszeitpunkt und -ort: 30. Juni 1934, 21.37 Uhr nachmittags in der SS-Kaserne Lichterfelde; beurkundet auf Mitteilung des Geheimen Staatspolizeiamtes Berlin)
- Standesamt [Berlin-]Köpenick Sterbeurkunde Nr. 1934/381 vom 30. Juli 1934: Erwin Villain (offizieller Todeszeitpunkt und -ort: 1. Juli 1934, 12 Uhr nachmittags in der SS-Kaserne Lichterfelde; beurkundet auf Mitteilung des Geheimen Staatspolizeiamtes Berlin)
- Standesamt [Berlin-]Lichterfelde Sterbeurkunde Nr. 1934/588 vom 10. Juli 1934: Walter von Mohrenschildt (offizieller Todeszeitpunkt und -ort: 1. Juli 1934, 7.15 Uhr nachmittags in der SS-Kaserne Lichterfelde; beurkundet auf Mitteilung des Geheimen Staatspolizeiamtes Berlin)
- Standesamt [Berlin-]Lichterfelde Sterbeurkunde Nr. 1934/640 vom 28. Juli 1934: Herbert von Bose (offizieller Todeszeitpunkt und -ort: 30. Juni 1934, 1.30 Uhr nachmittags in der Voßstraße 1; beurkundet auf Mitteilung des Geheimen Staatspolizeiamtes Berlin)
- Standesamt [Berlin-]Lichterfelde Sterbeurkunde Nr. 1934/654 vom 2. August 1934: Joachim Hoffmann (offizieller Todeszeitpunkt und -ort: 30. Juni 1934, 8 Uhr nachmittags in der SS-Kaserne Lichterfelde; beurkundet auf Mitteilung des Geheimen Staatspolizeiamtes Berlin)
- Standesamt [Berlin-]Lichterfelde Sterbeurkunde Nr. 1934/712 vom 25. August 1934: Daniel Gerth (offizieller Todeszeitpunkt und -ort: 2. Juli 1934, 2.15 Uhr vormittags in der SS-Kaserne Lichterfelde; beurkundet auf Mitteilung des Geheimen Staatspolizeiamtes Berlin)
- Standesamt [Berlin-]Lichterfelde Sterbeurkunde Nr. 1934/725 vom 29. August 1934: Konrad Schragmüller (offizieller Todeszeitpunkt und -ort: 2. Juli 1934, 1.30 Uhr vormittags in der SS-Kaserne Lichterfelde; beurkundet auf Mitteilung des Geheimen Staatspolizeiamtes Berlin)
- Standesamt [Berlin-]Lichterfelde Sterbeurkunde Nr. 1934/765 vom 11. Dezember 1934: Willi Klemm (offizieller Todeszeitpunkt und -ort: 2. Juli 1934, 3.15 Uhr vormittags in der SS-Kaserne Lichterfelde; beurkundet auf Mitteilung des Geheimen Staatspolizeiamtes Berlin)
- Standesamt [Berlin-]Lichterfelde Sterbeurkunde Nr. 1934/782 vom 19. Dezember 1934: Hans Walter Schmidt (offizieller Todeszeitpunkt und -ort: 2. Juli 1934, 12.15 Uhr vormittags in der SS-Kaserne Lichterfelde; beurkundet auf Mitteilung des Geheimen Staatspolizeiamtes Berlin)
- Standesamt [Berlin-]Lichterfelde Sterbeurkunde Nr. 1934/964 vom 20. November 1934: Kurd Krause (offizieller Todeszeitpunkt und -ort: 1. Juli 1934, 1 Uhr vormittags in der SS-Kaserne Lichterfelde; beurkundet auf Mitteilung des Geheimen Staatspolizeiamtes Berlin)
- Standesamt [Berlin-]Lichterfelde Sterbeurkunde Nr. 1934/997 vom 30. November 1934: Hans-Karl Koch (offizieller Todeszeitpunkt und -ort: 1. Juli 1934, 7.30 Uhr nachmittags in der SS-Kaserne Lichterfelde; beurkundet auf Mitteilung des Geheimen Staatspolizeiamtes Berlin)
- Standesamt [Berlin-]Lichterfelde Sterbeurkunde Nr. 1935 [sic!]/696 vom 12. Juli 1935: Fritz von Kraußer (offizieller Todeszeitpunkt und -ort: 2. Juli 1934, 3 Uhr vormittags in der SS-Kaserne Lichterfelde; beurkundet auf Mitteilung des Geheimen Staatspolizeiamtes Berlin)
- Standesamt [Berlin-]Spandau I Sterbeurkunde Nr. 1934/835: Veit-Ulrich von Beulwitz vom 18. Juli 1934 (offizieller Todeszeitpunkt und -ort: 1. Juli 1934, 8.00 Uhr nachmittags in der SS-Kaserne Lichterfelde; beurkundet auf Mitteilung des Geheimen Staatspolizeiamtes Berlin)
- Standesamt [Berlin-]Steglitz Sterbeurkunde Nr. 1934/349 vom 19. Juli 1934: Othmar Toifl (offizieller Todeszeitpunkt und -ort: 1. Juli 1934, 3.30 Uhr vormittags; beurkundet auf Mitteilung des Geheimen Staatspolizeiamtes Berlin)
- Standesamt [Berlin-]Tiergarten Sterbeurkunde Nr. 1934/539 vom 8. August 1934: Eugen von Kessel (offizieller Todeszeitpunkt und -ort: 30. August [recte 30. Juni] 1934, 5.30 Uhr nachmittags in der Hildebrandstraße 14; beurkundet auf Mitteilung des Geheimen Staatspolizeiamtes Berlin)
- Standesamt [Berlin-]Treptow Sterbeurkunde Nr. 1934/123 vom 12. Juli 1934: Wilhelm Sander (offizieller Todeszeitpunkt und -ort: 1. Juli 1934, 12.16 Uhr vormittags in der SS-Kaserne Lichterfelde; beurkundet auf Mitteilung des Geheimen Staatspolizeiamtes Berlin)
- Standesamt [Berlin-]Zehlendorf Sterbeurkunde Nr. 1934/139 vom 10. Juli 1934: Georg von Detten (offizieller Todeszeitpunkt und -ort: 2. Juli 1934, 4 Uhr vormittags in der SS-Kaserne Lichterfelde; beurkundet auf Mitteilung des Geheimen Staatspolizeiamtes Berlin)
- Standesamt Deutsch-Wilmersdorf Sterbeurkunde Nr. 1934/1011: Ferdinand von Bredow vom 6. August 1934 (offizieller Todeszeitpunkt und -ort: 1. Juli 1934, 11.45 Uhr nachmittags; beurkundet auf Mitteilung des Geheimen Staatspolizeiamtes Berlin)
- Standesamt Deutsch-Wilmersdorf Sterbeurkunde Nr. 1934/1017: Gregor Strasser

Standesamt Breslau:
- Sterbeurkunde Nr. 1934/728 vom 16. August 1934: Karl Belding (offizieller Todeszeitpunkt und -ort: 1. Juli 1934, drei Uhr vormittags; beurkundet auf Mitteilung der Staatspolizeistelle Breslau mit dem Vermerk, dass („der Hilfskommissar und Standartenführer“) Belding „tot aufgefunden worden sei. Ort, Tag und Stunde des Todes sind unbekannt. Der Tod ist im Polizeipräsidium in Breslau festgestellt worden.“)
- Sterbeurkunde Nr. 1934/729 vom 16. August 1934: Kurt Engelhardt (offizieller Todeszeitpunkt und -ort: wie oben)
- Sterbeurkunde Nr. 1934/730 vom 16. August 1934: Karl Lipinski (offizieller Todeszeitpunkt und -ort: wie oben)
- Sterbeurkunde Nr. 1934/731 vom 16. August 1934: Reinhold Nixdorf (offizieller Todeszeitpunkt und -ort: wie oben)
- Sterbeurkunde Nr. 1934/732 vom 16. August 1934: Hans Ramshorn (offizieller Todeszeitpunkt und -ort: wie oben)
- Sterbeurkunde Nr. 1934/733 vom 16. August 1934: Otto Stucken (offizieller Todeszeitpunkt und -ort: wie oben)
- Sterbeurkunde Nr. 1934/734 vom 16. August 1934: Eberhard von Wechmar (offizieller Todeszeitpunkt und -ort: wie oben)

Standesamt Dresden:
- Sterbeurkunde Nr. 1934/779 vom 24. Juli 1934: Joachim Schroedter (offizieller Todeszeitpunkt und -ort: 1. Juli 1934, vier Uhr vormittags in Dresden-Neustadt; beurkundet auf Mitteilung der Landespolizeiverwaltung Dresden)
- Sterbeurkunde Nr. 1934/780 vom 24. Juli 1934: Lambertus Ostendorp (offizieller Todeszeitpunkt und -ort: wie oben)
- Sterbeurkunde Nr. 1934/781 vom 24. Juli 1934: Max Schuldt (offizieller Todeszeitpunkt und -ort: wie oben)
- Sterbeurkunde Nr. 1934/782 vom 24. Juli 1934: Otto Piertzok (offizieller Todeszeitpunkt und -ort: wie oben)
- Sterbeurkunde Nr. 1934/783 vom 24. Juli 1934: Ernst Ewald Martin (offizieller Todeszeitpunkt und -ort: wie oben)

Standesamt München II
- Sterbeurkunde Nr. 1934/1128 vom 4. Juli 1934: Hans Hayn (offizieller Todeszeitpunkt und -ort: 30. Juni 1934, siebeneinhalb Uhr in der Stadelheimer Straße 12; beurkundet auf Mitteilung der Direktion des Strafvollstreckungsgefängnisses München vom 2. Juli 1934)
- Sterbeurkunde Nr. 1934/1129 vom 4. Juli 1934: Edmund Heines (offizieller Todeszeitpunkt und -ort: wie oben)
- Sterbeurkunde Nr. 1934/1130 vom 4. Juli 1934: Peter von Heydebreck (offizieller Todeszeitpunkt und -ort: wie oben)
- Sterbeurkunde Nr. 1934/1131 vom 4. Juli 1934: Hans Erwin von Spreti-Weilbach (offizieller Todeszeitpunkt und -ort: wie oben)
- Sterbeurkunde Nr. 1934/1132 vom 4. Juli 1934: Wilhelm Schmid (offizieller Todeszeitpunkt und -ort: wie oben)
- Sterbeurkunde Nr. 1934/1133 vom 4. Juli 1934: August Schneidhuber (offizieller Todeszeitpunkt und -ort: wie oben)
- Sterbeurkunde Nr. 1934/1134 vom 4. Juli 1934: Ernst Röhm (offizieller Todeszeitpunkt und -ort: 1. Juli 1934, sechs Uhr in der Stadelheimer Straße)
- Sterbeurkunde Nr. 1934/2032 vom 24. Oktober 1934: Edgar Jung (offizieller Todeszeitpunkt und -ort: 1. Juli 1934, vormittags dreieinhalb Uhr, „Der Sterbeort ist unbekannt“)

Standesamt Leuthen:
- Standesamt Leuthen Sterbeurkunde 1934/15 vom 5. Juli 1934 [?]: Oskar Heines
- Standesamt Leuthen Sterbeurkunde 1934/16 vom 5. Juli 1934: Ludwig Werner Engels (offizieller Todeszeitpunkt und -ort: 2. Juli 1934 „auf dem Felde bei Gross-Heidau [...] auf der Flucht erschossen“)

Standesamt Neubabelsberg:
- Standesamt Neubabelsberg Sterbeurkunde Nr. 1934/8: Kurt von Schleicher (offizieller Todeszeitpunkt und -ort: 30. Juni 1934 in Neubabelsberg)

Standesamt Nowawes:
- Standesamt Nowawes Sterbeurkunde Nr. 1934/169 vom 2. Juli 1934: Elisabeth von Schleicher (offizieller Todeszeitpunkt und -ort: 30. Juni 1934, zwanzig Minuten nach ein Uhr [= 13.20 Uhr] in „Nowawes auf dem Transport von Neubabelsberg nach dem Krankenhaus Neuwawes“; beurkundet auf Anzeige des Polizei-Präsidenten in Potsdam)

Standesamt Plauen:
- Standesamt Plauen Sterbeurkunde 1934/737: Friedrich Karl Lämmermann (offizieller Todeszeitpunkt und -ort: 1. Juli 1934, dreieinhalb Uhr vormittags)

Standesamt Pretin:
- Standesamt Prettin an der Elbe Sterbeurkunde Nr. 1934/45: Max Schulze

Standesamt Prittlbach:
- Sterbeurkunde Nr. 1934/10 vom 3. Juli 1934: Adam Hereth (offizieller Todeszeitpunkt und -ort: 1. Juli 1934, gegen elf Uhr im Konzentrationslager Dachau, Werk Prittlbach; beurkundet auf Mitteilung des Amtsgerichts Dachau vom 3. Juli 1934)
- Sterbeurkunde Nr. 1934/11 vom 5. Juli 1934: Wilhelm Eduard Schmid (offizieller Todeszeitpunkt und -ort: 30. Juni 1934, achtzehn Uhr [später auf Anordnung des Amtsgerichts Dachau vom 23. August 1934 in zweiundzwanzig Uhr geändert] im Konzentrationslager Dachau, Gemeinde Prittlbach; beurkundet auf Mitteilung des Bezirksamtes Dachau vom 5. Juli 1934)
- Sterbeurkunde Nr. 1934/13 vom 27. Juli 1934: Fritz Beck (offizieller Todeszeitpunkt- und -ort: 30. Juni 1934, zehn Uhr in der Gemeinde Prittlbach, Werk Dachau; beurkundet auf Mitteilung der Bayerischen Politischen Polizei vom 25. Juli 1934)
- Sterbeurkunde Nr. 1934/14 vom 27. Juli 1934: Karl Zehnter (offizieller Todeszeitpunkt- und -ort: 1. Juli 1934, drei Uhr in der Gemeinde Prittlbach, Werk Dachau; beurkundet auf Mitteilung der Bayerischen Politischen Polizei vom 25. Juli 1934)
- Sterbeurkunde Nr. 1934/15 vom 27. Juli 1934: Otto Ballerstedt (offizielle Todeszeit und -ort: 30. Juni 1934, neunzehn Uhr [auf Anordnung des Amtsgerichts Dachau vom 18. Oktober 1934 in „neunzehn Uhr 30 Minuten“ geändert] in der Gemeinde Prittlbach, Werk Dachau; beurkundet auf Mitteilung der Bayerischen Politischen Polizei vom 25. Juli 1934)
- Sterbeurkunde Nr. 1934/16 vom 27. Juli 1934: Alexander Glaser (offizieller Todeszeitpunkt und -ort: 30. Juni 1934, zwanzig Uhr [realiter am 5. Juli 1934] in der Gemeinde Prittlbach, Werk Dachau [realiter in München]; beurkundet auf Mitteilung der Bayerischen Politischen Polizei vom 25. Juli 1934)
- Sterbeurkunde Nr. 1934/17 vom 27. Juli 1934: Fritz Gerlich (offizieller Todeszeitpunkt und -ort: 1. Juli 1934, zehn Uhr [realiter in den Morgenstunden des 1. Juli] in der Gemeinde Prittlbach, Werk Dachau; beurkundet auf Mitteilung der Bayerischen Politischen Polizei vom 25. Juli 1934)[25]
- Sterbeurkunde Nr. 1934/18 vom 27. Juli 1934: Ernestine Zoref (offizieller Todeszeitpunkt und -ort: 1. Juli 1934, zwei Uhr in der Gemeinde Prittlbach, Werk Dachau; beurkundet auf Mitteilung der Bayerischen Politischen Polizei vom 25. Juli 1934)
- Sterbeurkunde Nr. 1934/19 vom 27. Juli 1934: Julius Uhl (offizieller Todeszeitpunkt und -ort: 1. Juli 1934: 3.00 Uhr [realiter in den Morgenstunden des 2. Juli] in der Gemeinde Prittlbach, Werk Dachau; beurkundet auf Mitteilung der Bayerischen Politischen Polizei vom 25. Juli 1934)[26]
- Sterbeurkunde Nr. 1934/20 vom 27. Juli 1934: Heinrich Johann König (offizielle Todeszeit und -ort: 1. Juli 1934, drei Uhr [realiter in den Morgenstunden des 2. Juli] in der Gemeinde Prittlbach, Werk Dachau; beurkundet auf Mitteilung der Bayerischen Politischen Polizei vom 25. Juli 1934)
- Sterbeurkunde Nr. 1934/21 vom 27. Juli 1934: Martin Schätzl (offizieller Todeszeitpunkt und -ort: 1. Juli 1934: 4.00 Uhr [realiter in den Morgenstunden des 2. Juli] in der Gemeinde Prittlbach, Werk Dachau; beurkundet auf Mitteilung der Bayerischen Politischen Polizei vom 25. Juli 1934)[27]
- Sterbeurkunde Nr. 1934/22 vom 27. Juli 1934: Johann Schweighart (offizielle Todeszeit und -ort: 1. Juli 1934, vier Uhr in der Gemeinde Prittlbach, Werk Dachau; beurkundet auf Mitteilung der Bayerischen Politischen Polizei vom 25. Juli 1934)
- Sterbeurkunde Nr. 1934/23 vom 27. Juli 1934: Edmund Paul Neumayer (offizielle Todeszeit und -ort: 1. Juli 1934, fünf Uhr in der Gemeinde Prittlbach, Werk Dachau; beurkundet auf Mitteilung der Bayerischen Politischen Polizei vom 25. Juli 1934)
- Sterbeurkunde Nr. 1934/24 vom 27. Juli 1934: Paul Röhrbein (offizieller Todeszeitpunkt und -ort: 1. Juli 1934, drei Uhr; beurkundet auf Mitteilung der Bayerischen Politischen Polizei vom 25. Juli 1934)
- Sterbeurkunde Nr. 1934/25 vom 27. Juli 1934: Max Vogel (offizieller Todeszeitpunkt und -ort: 1. Juli 1934, drei Uhr in der Gemeinde Prittlbach, Werk Dachau; beurkundet auf Mitteilung der Bayerischen Politischen Polizei vom 25. Juli 1934)
- Sterbeurkunde Nr. 1934/26 vom 27. Juli 1934: Erich Schieweck [recte: Schiewek] (offizieller Todeszeitpunkt und -ort: 1. Juli 1934, drei Uhr in der Gemeinde Prittlbach, Werk Dachau; beurkundet auf Mitteilung der Bayerischen Politischen Polizei vom 25. Juli 1934)
- Sterbeurkunde Nr. 1934/27 vom 27. Juli 1934: Bernhard Rudolf Stempfle (offizielle Todeszeit und -ort: 1. Juli 1934, neun Uhr in der Gemeinde Prittlbach, Werk Dachau; beurkundet auf Mitteilung der Bayerischen Politischen Polizei vom 25. Juli 1934)
- Sterbeurkunde Nr. 1934/28 vom 27. Juli 1934: Gustav von Kahr (offizielle Todeszeit und -ort: 30. Juni 1934, zweiundzwanzig Uhr in der Gemeinde Prittlbach, Werk Dachau; beurkundet auf Mitteilung der Bayerischen Politischen Polizei vom 25. Juli 1934)
- Sterbeurkunde Nr. 1934/30 vom 8. August 1934: Erich Gans (offizielle Todeszeit und -ort: 1. Juli 1934, sechzehn Uhr in der Gemeinde Prittlbach, Werk Dachau; beurkundet auf Mitteilung der Bayerischen Politischen Polizei vom 7. August 1934)
- Sterbeurkunde Nr. 1934/31 vom 8. August 1934: Walter Häbich (offizielle Todeszeit und -ort: 1. Juli 1934, sechzehn Uhr in der Gemeinde Prittlbach, Werk Dachau; beurkundet auf Mitteilung der Bayerischen Politischen Polizei vom 7. August 1934)
- Sterbeurkunde Nr. 1934/32 vom 8. August 1934: Julius Adler (offizielle Todeszeit und -ort: 1. Juli 1934, sechzehn Uhr in der Gemeinde Prittlbach, Werk Dachau; beurkundet auf Mitteilung der Bayerischen Politischen Polizei vom 7. August 1934)

Standesamt Stettin:
- Standesamt Stettin Sterbeurkunde Nr. 1934/945 vom 14. Juli 1934: Walter Schulz (offizielle Todeszeit und -ort: 2. Juli 1934, eindreiviertel Uhr vormittags, Stettin Falkenwalder Straße; beurkundet auf Mitteilung der Staatspolizeistelle in Stettin)

Todesbescheinigungen:
- Todesbescheinigung für Erich Lindemann vom 13. August 1934

Bisher wurden keine Sterbeurkunden aufgefunden zu 21 der identifizierten Opfer, namentlich zu Alois Bittmann, Franz Bläsner, Kurt Charig, Herbert Ender, Hans-Joachim von Falkenhausen, Gustav Fink, Walter Foerster, Anton von Hohberg und Buchwald, Kuno Kamphausen, Ewald Köppel, Gotthard Langer, Erich Lindemann, Hermann Mattheiss, Kurt Mosert, Moritz Oppenheimer, Fritz Pleines, Robert Reh, Emil Sembach, Gerd Voss, Alexander und Anette Zweig.

## Grundlage der Liste
Grundlage der Liste ist eine Aufstellung der Opfer der Säuberungsaktion, die die Gestapo Anfang Juli 1934 auf Anweisung Adolf Hitlers zusammenstellte – hier offizielle Liste genannt –, der sie als Grundlage für seine Reichstagsrede vom 13. Juli 1934 anforderte, in der er die Tötungen rechtfertigte. Diese und weitere Listen blieben während des Dritten Reiches geheim. Eine Kopie findet sich unter anderem im Anhang von Heinrich Benneckes Buch Reichswehr und SA (1961) und im Anhang von Heinz Höhnes Buch Mordsache Röhm (1984). Die Liste umfasste ursprünglich siebenundsiebzig getötete Personen – dieselbe Zahl, die Hitler auch in seiner Reichstagsrede nannte –, später wurden ihr nachträglich noch sechs weitere Namen hinzugefügt. Hitler hatte in seiner Reichstagsrede eine falsche Anzahl der Getöteten angegeben.
In seiner Reichstagsrede nannte Hitler nur elf getötete Personen namentlich: Ferdinand von Bredow, Georg von Detten, Karl Ernst, Hans Hayn, Edmund Heines, Hans Peter von Heydebreck, Ernst Röhm, Kurt von Schleicher, Hans Walter Schmidt, Gregor Strasser und Julius Uhl. Die übrigen sechsundsechzig Personen wurden wie folgt anonym zusammengefasst:

„Die Sühne für diese Verbrechen war eine schwere und harte: 19 höhere SA-Führer, 31 SA-Führer und SA-Angehörige wurden erschossen, ebenso drei SS-Führer als Mitbeteiligte am Komplott. 13 SA-Führer und Zivilpersonen, die bei der Verhaftung Widerstand versuchten, mussten dabei ihre Leben lassen. Drei weitere endeten durch Selbstmord. Fünf nicht SA-Angehörige aber Parteigenossen wurden wegen Beteiligung erschossen. Endlich wurden noch erschossen drei SS-Angehörige, die sich eine schändliche Misshandlung gegenüber Schutzhäftlingen zu schulden kommen ließen.“

Einige weitere getötete Personen konnten später von der historischen Forschung identifiziert werden.

## Klassifizierungsansätze in der Forschung
In der Forschung werden die Opfer der Säuberungs-Aktion immer wieder in verschiedene Opfer-Gruppen eingeteilt. Häufig gewählte Gruppen sind dabei:
- I. Die höheren SA-Führer und ihr persönliches Umfeld (z. B. Karl Ernst und Ernst Röhm und ihre Adjutanten, Stabsführer und Chauffeure)
- II. Konservative Gegner der NS-Regierung (z. B. Herbert von Bose und Edgar Jung)
- III. Personen aus dem Bereich des politischen Katholizismus (z. B. Erich Klausener und Adalbert Probst)
- IV. Frühere politische Gegner oder Konkurrenten höherer NS-Führer (z. B. Gustav von Kahr und Kurt von Schleicher)
- V. Frühere, aktuelle oder potentielle zukünftige persönliche Konkurrenten von NS-Führern aus den eigenen Reihen, die nicht der SA angehörten, sowie ihr persönliches Umfeld (z. B. Gregor Strasser und sein Anwalt Alexander Glaser)
- VI. Sonstwie unliebsame Personen,
  - Personen, die zu viel wussten und als unbequeme Geheimnisträger verschwinden sollten (z. B. Karl Ernst, Eugen von Kessel oder Ernestine Zoref)
  - Private Gegner höherer NS-Führer auf nicht-politischem Gebiet (z. B. Bernhard Stempfle)
  - Untergeordnete NS-Funktionäre, die bei höheren Stellen negativ aufgefallen waren (z. B. der SS-Mann Joachim Hoffmann, der Kriminalbeamte Karl Belding oder der Spitzel Othmar Toifl)
  - Ideologische Gegner der unteren Ebene (z. B. kommunistische oder sozialdemokratische KZ-Häftlinge wie Adam Hereth oder Walter Häbich)
  - Juden (z. B. Erich Lindemann in Glogischdorf oder die vier Hirschberger Juden)
- VII. Opfer von Privatfehden des die Morde ausführenden Personals, die ohne Genehmigung von oben aus Anlass der Gelegenheit mitbeseitigt wurden (z. B. Kuno Kamphausen)
- VIII. Personen, die Verwechslungen, Unfällen oder Willküraktionen zum Opfer fielen (z. B. Wilhelm Eduard Schmid)

Es ist nicht in allen Fällen eindeutig geklärt, welcher Gruppe eine bestimmte Person zuzuordnen ist. Einige Personen lassen sich auch mehreren Gruppen zuordnen.

## Liste der im Zuge des Röhm-Putsches getöteten Personen
| Bild                                     | Name                                                                                     | Stellung/Funktion | Letzte Wohnadresse                                                                    | Geburtsdatum und -ort                                             | Sterbedatum und -ort                                                                                               | Eintrag auf offizieller Todesliste des Geheimen Staatspolizeiamtes?        |
| ---------------------------------------- | ---------------------------------------------------------------------------------------- | --- | ------------------------------------------------------------------------------------- | ----------------------------------------------------------------- | --- | -------------------------------------------------------------------------- |
| Julius Adler                             | Julius Adler                                                                             | Rechtsanwalt in Würzburg | Würzburg                                                                              | 29. September 1882 in Würzburg                                    | 1. Juli 1934 im KZ Dachau                                                                                          | nein                                                                       |
|                                          | Otto Ballerstedt                                                                         | Diplomingenieur, ehemaliger Führer des Bayernbundes | München, Bauerstraße 10/3                                                             | 1. April 1887 in München                                          | 1. Juli 1934 im Gündinger Forst bei Neuhimmelreich                                                                 | ja                                                                         |
| Fritz Beck                               | Fritz Beck                                                                               | Direktor des Münchener Studentenwerkes | München Luisenstraße 67/4, 1. Aufgang                                                 | 14. Juli 1889 in Landsberg am Lech                                | 1. Juli 1934 im Gündinger Wald bei Dachau                                                                          | ja                                                                         |
| Karl Belding                             | Karl Belding                                                                             | SA-Führer (SA-Standartenführer), Kriminalangestellter, der Beteiligung am Schorfheide-Attentat auf Heinrich Himmler bezichtigt | Berlin-Spandau, Spekteweg 30 (laut Sterbeurkunde wohnhaft: Zeppelinstr. 47) / Breslau | 12. April 1897 in Fahrenbach                                      | 1. Juli 1934 in einem Waldgebiet bei Obernigk und Breslau-Deutsch-Lissa                                            | ja                                                                         |
|                                          | Veit Ulrich von Beulwitz                                                                 | SA-Angehöriger (SA-Obertruppführer), Pressereferent/Stabsführer im Presseamt der Obersten SA-Führung | Berlin-Spandau, Franzstraße 30                                                        | 17. Juli 1899 in Stolzenberg                                      | 1. Juli 1934 in Berlin-Lichterfelde, SS-Kaserne Lichterfelde                                                       | ja                                                                         |
|                                          | Alois Bittmann                                                                           | Schneider, SA-Angehöriger (SA-Scharführer) | Leobschütz, Bahnstraße 3                                                              | 17. Oktober 1914 in Badewitz                                      | 1. Juli 1934 in Leobschütz                                                                                         | ja                                                                         |
| Franz Bläsner                            | Franz Bläsner                                                                            | Dachdecker, SA-Mitglied (SA-Truppführer) | Tilsit                                                                                | 31. Juli 1899 in Schillelwethen                                   | 1. Juli 1934 bei Tilsit                                                                                            | ja                                                                         |
| Herbert von Bose                         | Herbert von Bose                                                                         | Ehemaliger Offizier (Hauptmann a. D.), Nachrichtenmann und Staatsbeamter (Oberregierungsrat), Pressechef im Büro des Vizekanzlers | Berlin-Lichterfelder, Neuchateller Straße 8                                           | 16. März 1893 in Straßburg                                        | 30. Juni 1934 (offiziell 13.30. Uhr) in Berlin, Voßstraße 1 (Büro des Stellvertreters des Reichskanzlers)          | ja                                                                         |
| Ferdinand von Bredow                     | Ferdinand von Bredow                                                                     | Offizier a. D. (Generalmajor a. D.), ehemaliger Leiter der Abwehrabteilung des Reichswehrministerium (1929–1933) und ehemaliger Leiter des Ministeramtes im Reichswehrministerium (1932–1933) | Berlin-Wilmersdorf, Spichernstraße 15                                                 | 16. Mai 1884 in Neuruppin                                         | 1. Juli 1934 in Berlin                                                                                             | ja                                                                         |
|                                          | [Kurt] Charig                                                                            | Kaufmann | Hirschberg                                                                            | 23. April 1884 in Hirschberg                                      | 1. Juli 1934 bei Hirschberg                                                                                        | ja                                                                         |
| Georg von Detten                         | Georg von Detten                                                                         | Offizier (Rittmeister a. D.), SA-Führer (SA-Gruppenführer), Leiter des Politischen Amtes der Obersten SA-Führung, Mitglied des Preußischen Staatsrates, Mitglied des Reichstages | Berlin-Zehlendorf, Georgenstraße 21/23                                                | 9. September 1887 in Hagen, Westfalen                             | 2. Juli 1934 (offiziell 4.00 Uhr vormittags) in Berlin-Lichterfelde, SS-Kaserne Lichterfelde                       | ja                                                                         |
|                                          | Herbert Ender (auf der offiziellen Todesliste irrtümlich als „Ender-Schulen“ bezeichnet) | Leiter der SA-Motorsportschule Kroischwitz, SA-Obersturmführer | Schweidnitz                                                                           | 20. August 1903 in Liegnitz                                       | 1. Juli 1934 in Schweidnitz, Neumühlwerk                                                                           | ja                                                                         |
| Kurt Engelhardt                          | Kurt Engelhardt                                                                          | SA-Angehöriger (SA-Sturmbannführer) | Breslau, Kronprinzenstraße 64/Augustastraße 131                                       | 1. Mai 1891 in Brzostkow                                          | 1. Juli 1934 in einem Waldgebiet bei Obernigk und Breslau-Deutsch-Lissa                                            | ja                                                                         |
|                                          | Ludwig Werner Engels                                                                     | Jurist und Diplomkaufmann, SA-Führer (SA-Obersturmbannführer), Syndikus der NSDAP-Gaupresse in Schlesien, Staatsbeamter (Oberregierungsrat), Stellvertretender Polizeipräsident von Breslau | Breslau, Eichbornstraße 3                                                             | 30. August 1901 in Haus Landscheid bei Burscheid                  | 2. Juli 1934 auf einem Felde bei Groß Heidau                                                                       | ja                                                                         |
| Karl Ernst                               | Karl Ernst                                                                               | Kaufmann, SA-Führer (SA-Gruppenführer), Führer der SA-Gruppe Berlin-Brandenburg und der SA-Obergruppe xy | Berlin-Dahlem, Podbielskiallee 83                                                     | 1. September 1904 in Wilmersdorf                                  | 30. Juni 1934 (offiziell 21.37 Uhr) in Berlin-Lichterfelde, SS-Kaserne Lichterfelde                                | ja                                                                         |
| Hans-Joachim von Falkenhausen            | Hans-Joachim von Falkenhausen                                                            | Offizier a. D., SA-Führer (SA-Oberführer) | Berlin [?]                                                                            | 5. Oktober 1897 in Brieg                                          | 2. Juli 1934 in Berlin, SS-Kaserne Lichterfelde                                                                    | ja                                                                         |
|                                          | Gustav Fink                                                                              | SS-Angehöriger, ehemaliger Angehöriger der Wachmannschaft im KZ Bredow in Stettin | Stettin                                                                               | 24. September 1903 in Kollin                                      | 30. Juni 1934 in Berlin-Lichterfelde, SS-Kaserne Lichterfelde                                                      | ja                                                                         |
|                                          | Walter Foerster                                                                          | Rechtsanwalt | Hirschberg                                                                            | 4. November 1896 in Gleiwitz                                      | 1. Juli 1934 bei Hirschberg                                                                                        | ja                                                                         |
|                                          | Erich Gans                                                                               | Arbeiter (Lagerist), Prokurist, Mitglied der KPD und der Roten Hilfe, Schutzhäftling im KZ Dachau | Nürnberg, Dürrenhofstraße 47                                                          | 5. Mai 1908 in Nürnberg                                           | 1. Juli 1934 im KZ Dachau                                                                                          | nein                                                                       |
| Fritz Gerlich                            | Fritz Gerlich                                                                            | Archivrat, Publizist | München, Richard-Wagner-Straße 27/1                                                   | 15. Februar 1883 in Stettin                                       | 1. Juli 1934 im KZ-Dachau (Schießstand)                                                                            | ja                                                                         |
| Daniel Gerth                             | Daniel Gerth                                                                             | Offizier a. D. (Oberleutnant a. D.), SA-Führer, 1. Adjutant des Führers der SA-Gruppe Berlin-Brandenburg (Karl Ernst) | Berlin ....                                                                           | 10. Februar 1891                                                  | 1. oder 2. Juli 1934 (offiziell 2. Juli 1934, 2.15 Uhr vormittags) in Berlin-Lichterfelde, SS-Kaserne Lichterfelde | ja                                                                         |
| Alexander Glaser                         | Alexander Glaser                                                                         | Rechtsanwalt, ehemaliger Stabsleiter des Reichsorganisationsleiters der NSDAP (Gregor Strasser), ehemaliger Abgeordneter im Bayerischen Landtag | München, Amalienstraße 2/0                                                            | 1. Juli 1884 in München                                           | 5. Juli 1934 in München                                                                                            | ja                                                                         |
| Walter Häbich                            | Walter Häbich                                                                            | Kommunist, Redakteur der Neuen Zeitung | …                                                                                     | 15. Oktober 1904 in Botnang bei Stuttgart                         | 1. Juli 1934 im KZ Dachau                                                                                          | nein                                                                       |
| Hans Hayn                                | Hans Hayn                                                                                | Kaufmann, SA-Führer (SA-Gruppenführer), Führer der SA-Gruppe Sachsen, Mitglied des Reichstages | Dresden …                                                                             | 7. August 1896 in Liegnitz                                        | 30. Juni 1934 in München, Gefängnis Stadelheim                                                                     | ja                                                                         |
| Edmund Heines                            | Edmund Heines                                                                            | Offizier a. D., Freikorps-Angehöriger und Kaufmann, SA-Führer (SA-Obergruppenführer), Führer der Obergruppe VIII (Gruppe Schlesien), gleichzeitig beauftragt mit der Führung der Gruppenbefehlsstelle Mittelschlesien, Standort Breslau, Mitglied des Preußischen Staatsrates, Mitglied des Reichstages       | Breslau, Salvatorplatz 7                                                              | 21. Juli 1897 in München                                          | 30. Juni 1934 in München, Gefängnis Stadelheim                                                                     | ja                                                                         |
|                                          | Oskar Heines                                                                             | Kaufmann, SA-Angehöriger (SA-Obersturmbannführer), seit 15. Mai 1934 (vgl. Führerbefehl Nr. 25) Adjutant des Führers der SA-Brigade 19 (Mittelschlesien-Nord), Standort Breslau, Bruder von Edmund Heines | Breslau                                                                               | 3. Februar 1903 in München                                        | 2. Juli 1934 auf einem Felde bei Groß Heidau                                                                       | ja                                                                         |
| Adam Hereth                              | Adam Hereth                                                                              | Arbeiter (Zementierer), Sozialdemokrat, Schutzhäftling im KZ Dachau | Laineck                                                                               | 16. Januar 1897 in Harsdorf bei Bayreuth                          | 1. Juli 1934 im KZ Dachau                                                                                          | nein                                                                       |
| Hans Adam (genannt Peter) von Heydebreck | Peter von Heydebreck                                                                     | Ehemaliger Offizier, ehemaliger Freikorpsführer, SA-Führer (SA-Brigadeführer), Führer der SA-Gruppe Pommern, Standort Stettin; Mitglied des Reichstages | Stettin, Kaiser-Wilhelm-Straße 8                                                      | 1. Juli 1889 in Köslin                                            | 30. Juni 1934 in München, Gefängnis Stadelheim                                                                     |                                                                            |
| Joachim Hoffmann                         | Joachim Hoffmann                                                                         | Jurist, SS-Führer (SS-Sturmführer), Kriminalangestellter, ehemaliger Leiter der Gestapo-Stelle Stettin | Stettin, Arndtstraße 13                                                               | 28. Mai 1905 in Kreckow, Stettin                                  | 30. Juni 1934 (offiziell 20.00 Uhr), Berlin-Lichterfelde, SS-Kaserne Lichterfelde                                  | ja                                                                         |
|                                          | Anton von Hohberg und Buchwald                                                           | Rittergutsbesitzer, SS-Führer (SS-Obertruppführer) | Rittergut in Dulzen bei Preußisch-Eylau                                               | 21. September 1885 in Wismar                                      | 2. Juli 1934 Rittergut in Dulzen bei Preußisch-Eylau                                                               | ja                                                                         |
| Edgar Julius Jung                        | Edgar Jung                                                                               | Rechtsanwalt, Schriftsteller, Redenschreiber von Franz von Papen | München, Habsburger Straße 10/3; Berlin, Paulsborner Straße 79                        | 6. März 1894 in Ludwigshafen                                      | 1. Juli 1934 außerhalb von Berlin                                                                                  | ja                                                                         |
| Gustav Ritter von Kahr                   | Gustav von Kahr                                                                          | Jurist und Verwaltungsbeamter, ehemaliger Ministerpräsident (1920–1921) und Generalstaatskommissar (1923–1924) von Bayern und Präsident des Bayerischen Verwaltungsgerichtshofes (1924–1930) | München, Mühlbaurst. 8/4                                                              | 29. November 1862 in Weißenburg                                   | 30. Juni 1934 im KZ Dachau (Bunker)                                                                                | ja                                                                         |
| Kuno Kamphausen                          | Kuno Kamphausen                                                                          | Architekt und Stadtbaurat in Waldenburg | Waldenburg                                                                            | 27. November 1900 in Krefeld                                      | 30. Juni 1934 in Waldenburg                                                                                        | nein                                                                       |
|                                          | Eugen von Kessel                                                                         | Offizier a. D. (Hauptmann a. D.), Polizeioffizier a. D., Nachrichtenmann, Betreiber eines privaten Nachrichtenbüros | Berlin-Tiergarten, Hildebrandstraße 14                                                | 29. Oktober 1890 in Frankfurt am Main                             | 30. Juni 1934 (offiziell um 17.30 Uhr) in Berlin-Tiergarten, Hildebrandstraße 14                                   | ja                                                                         |
| Erich Klausener                          | Erich Klausener                                                                          | Jurist und Staatsbeamter (Ministerialdirektor), ehemaliger Leiter der Polizeiabteilung im Preußischen Innenministerium, Leiter der Schifffahrtsabteilung im Reichsverkehrsministerium, Führer der Katholischen Aktion                                                                                         | Berlin, Lutherstraße 47                                                               | 25. Januar 1885 in Düsseldorf                                     | 30. Juni 1934 in Berlin, Wilhelmstraße 80 (Reichsverkehrsministerium)                                              | ja                                                                         |
|                                          | Willi Klemm                                                                              | Kaufmann, Autofahrschullehrer, SA-Führer (SA-Brigadeführer), ehemaliger Führer des Gausturms Schlesien, Kraftfahrinspekteur der SA-Obergruppe II, Kraftfahroberinspekteur der SA-Obergruppe III | Breslau, Liegnitzer Straße 22                                                         | 9. März 1892 in Aken                                              | 2. Juli 1934 (offiziell 3.15 Uhr vormittags) in Berlin-Lichterfelde, SS-Kaserne Lichterfelde                       | ja                                                                         |
| Hans-Karl Koch                           | Hans-Karl Koch                                                                           | Diplomlandwirt, SA-Führer (SA-Brigadeführer), Führer der SA-Gruppe Westmark | Koblenz, Standartenstraße 11                                                          | 14. Oktober 1897 in Potsdam                                       | 1. Juli 1934 in Berlin-Lichterfelde, SS-Kaserne Lichterfelde                                                       | ja                                                                         |
|                                          | Heinrich Johann König                                                                    | SA-Führer (SA-Oberscharführer), Fahrer von Ernst Röhm | München                                                                               | 1897                                                              | 2. Juli 1934 im KZ-Dachau                                                                                          | ja                                                                         |
|                                          | Ewald Köppel                                                                             | Bergmann, Kommunist | Landeshut Bahnhofstraße 21                                                            | 5. Februar 1905 in Landeshut                                      | 1. Juli 1934 Landeshut, Gefängnis                                                                                  | ja                                                                         |
|                                          | [Kurd] Krause                                                                            | Offizier a. D. (Oberleutnant a. D.), SA-Führer (SA-Standartenführer ?) | Berlin-Schöneberg, Hauptstraße 124                                                    | 14. Mai 1897 in Magdeburg                                         | 1. Juli 1934 (offiziell vormittags 1.00 Uhr), Berlin-Lichterfelde, SS-Kaserne Lichterfelde                         | ja (in der offiziellen Liste nur mit Nachnamen verzeichnet, Vorname fehlt) |
| Fritz von Kraußer                        | Fritz von Kraußer                                                                        | Kaufmann, SA-Führer (SA-Obergruppenführer), Leiter des Führungsamtes der OSAF, Mitglied des Reichstages | München, Parzival Str. 45/1 Äußere Prinz-Regentenstraße 17                            | 29. April 1888 in Nürnberg                                        | 2. Juli 1934 (offiziell 3.00 Uhr vormittags), Berlin-Lichterfelde, SS-Kaserne Lichterfelde                         | ja                                                                         |
| Friedrich Karl Lämmermann                | Karl Lämmermann                                                                          | HJ-Führer in Plauen, HJ-Bann 134 | Plauen, Tischendorfstraße 13                                                          | 1914 in Buenos Aires                                              | 1. Juli 1934 in Plauen                                                                                             | ja                                                                         |
|                                          | Gotthard Langer                                                                          | SA-Angehöriger (SA-Obertruppführer) | Leobschütz                                                                            | 1. Dezember 1914                                                  | 1. Juli 1934 in Leobschütz                                                                                         | ja                                                                         |
|                                          | Erich Lindemann                                                                          | Lungenarzt, Leiter eines Privatsanatoriums in Glogischdorf, Leiter des Reichsbundes jüdischer Frontsoldaten in Glogau | Glogischdorf                                                                          | 4. Oktober 1894 in Eberswalde                                     | 1. Juli 1934 auf einer Waldlichtung in der Nähe seines Sanatoriums in Glogischdorf bei Glogau                      | ja                                                                         |
|                                          | Karl Lipinski                                                                            | Kaufmann, SA-Führer (SA-Hauptsturmführer), Führer der SA-Reiterstandarte in Militsch | Breslau, Kronprinzenstraße 54                                                         | 29. Mai 1896 in Goslau, Kreuzburg                                 | 1. Juli 1934 in einem Waldgebiet bei Obernigk und Breslau-Deutsch-Lissa                                            | ja                                                                         |
|                                          | Ernst Ewald Martin                                                                       | Privatdetektiv, Leiter des Nachrichtendienstes der Gauleitung Sachsen, | Dresden, Marschallstraße 34                                                           | 19. Januar 1900 in Dresden                                        | 1. Juli 1934 in Dresden                                                                                            | ja                                                                         |
| Hermann Mattheiß                         | Hermann Mattheiß                                                                         | Beamter (Oberregierungsrat), Ehemaliger Chef der Politischen Polizei in Württemberg (Württembergische Staatspolizei) | Stuttgart, Bopserwaldstraße 20/1                                                      | 18. Juli 1893 in Ludwigstal                                       | 1. Juli 1934 SS-Kaserne Ellwangen                                                                                  | ja                                                                         |
|                                          | Walter von Mohrenschildt                                                                 | Diplomkoloniallandwirt, SA-Führer, 2. Adjutant des Führers der SA-Gruppe Berlin (Karl Ernst) | Berlin, Tiergartenstraße 4                                                            | 6. Juni 1910 in Dresden                                           | 1. Juli 1934 (offiziell 19.15 Uhr), Berlin-Lichterfelde, SS-Kaserne Lichterfelde                                   | ja                                                                         |
|                                          | Kurt Mosert                                                                              | SA-Führer (SA-Standartenführer) | Torgau                                                                                | März 1907 in Wittenberg                                           | 2. Juli 1934 im KZ-Lichtenburg                                                                                     | nein                                                                       |
|                                          | Edmund Paul Neumayer                                                                     | Friseur (Bartscherer), SA-Angehöriger (SA-Rottenführer) | München                                                                               | 8. August 1908 in München                                         | 1. Juli 1934 im KZ Dachau                                                                                          | ja                                                                         |
|                                          | Reinhold Nixdorf                                                                         | SA-Führer (SA-Sturmhauptführer), Mitglied des Stabes der SA-Obergruppe VIII | Breslau, Charlottenstraße 11                                                          | 19. Oktober 1890 in Breslau                                       | 1. Juli 1934 in einem Waldgebiet bei Obernigk und Breslau-Deutsch-Lissa                                            | ja                                                                         |
|                                          | Moritz Oppenheimer                                                                       | Kaufmann |                                                                                       | 1879                                                              | 2. Juli 1934 in Gießen                                                                                             | nein                                                                       |
|                                          | Lamberdus Ostendorp                                                                      | SA-Führer (SA-Obersturmführer), Feldjäger-Abteilung Dresden | Dresden, Feldjäger-Unterkunft                                                         | 20. Mai 1893 in Collinghorst                                      | 1. Juli 1934 in Dresden                                                                                            | ja                                                                         |
| Otto Pietrzok                            | Otto Pietrzok                                                                            | SA-Führer (SA-Sturmführer), Mitglied des Stabes der SA-Gruppe Sachsen, Fahrer des Führers der SA-Gruppe Sachsen (Hans Hayn) | Dresden, Ferdinandplatz 1                                                             | 13. Dezember 1908 in Waldenburg                                   | 1. Juli 1934 in Dresden                                                                                            | ja                                                                         |
| Fritz Pleines                            | Fritz Pleines                                                                            | SS-Angehöriger, ehemaliger Wachmann im KZ Bredow in Stettin | Stettin …                                                                             | 6. Juli 1906 in Stolp                                             | 30. Juni 1934 in Berlin-Lichterfelde, SS-Kaserne Lichterfelde                                                      | ja                                                                         |
| Adalbert Probst                          | Adalbert Probst                                                                          | Reichsführer der Deutschen Jugendkraft (DJK) | Düsseldorf, Moltkestraße 6                                                            | 27. Juli 1900 in Regensburg                                       | um den 1. Juli 1934 unbekannten Ortes (angeblich auf dem Weg zum KZ Lichtenburg)                                   | ja                                                                         |
| Hans Ramshorn                            | Hans Ramshorn                                                                            | Offizier a. D., Polizeioffizier a. D., SA-Brigadeführer / mit Wirkung vom 14. April 1934 beauftragt mit der Führung der Gruppenbefehlsstelle Oberschlesien, Standort Gleiwitz der Obergruppe VIII (Gruppe Schlesien), Polizeipräsident von Gleiwitz, Mitglied des Reichstages                                 | Gleiwitz, Polizeipräsidium                                                            | 17. März 1892 in Mittelwalde / Kreis Habelschwerdt                | 1. Juli 1934 in einem Waldgebiet bei Obernigk und Breslau-Deutsch-Lissa                                            | ja                                                                         |
|                                          | Robert Reh                                                                               | Arbeiter (Heizer), Kommunist | Landeshut, Markt 8                                                                    | 28. November 1904 in Samter                                       | 1. Juli 1934 in Landeshut, Gefängnis                                                                               | ja                                                                         |
| Ernst Röhm                               | Ernst Röhm                                                                               | Offizier a. D. (deutscher Hauptmann a. D., bolivischer Oberst a. D.), SA-Führer (Stabschef der SA) | München, Prinzregenstenplatz 7/1                                                      | 1887                                                              | 1. Juli 1934 in München, Gefängnis Stadelheim (Zelle 474)                                                          | ja                                                                         |
|                                          | Paul Röhrbein                                                                            | Offizier a. D. (Hauptmann a. D.), ehemaliger paramilitärischer Aktivist (Führer des Frontbanns Nord) | Berlin, Sesenheimer Straße 37                                                         | 27. November 1890 in Berlin-Charlottenburg                        | 1. Juli 1934 im KZ-Dachau (Schießstand)                                                                            | ja                                                                         |
| Wilhelm Sander                           | Wilhelm Sander                                                                           | Offizier a. D., Polizeioffizier a. D. (Polizeimajor a. D.), SA-Führer (SA-Brigadeführer), Stabsführer der SA-Gruppe Berlin-Brandenburg | Berlin                                                                                | 14. Juni 1895 in Aurich                                           | 1. Juli 1934 (offiziell 12.16 Uhr), Berlin-Lichterfelde, SS-Kaserne Lichterfelde                                   | ja                                                                         |
| Martin Schätzl                           | Martin Schätzl                                                                           | Kunstmaler, ehemaliger SS-Angehöriger (SS-Scharführer), SA-Angehöriger (SA-Truppführer), Adjutant/Sekretär des Stabschefs der SA | München, Adalbertstraße 19/4                                                          | 13. März 1909 in München                                          | 2. Juli 1934 im KZ Dachau                                                                                          | ja                                                                         |
|                                          | Erich Schiewek                                                                           | SA-Angehöriger (SA-Obertruppführer), Angehöriger eines SA-Hilfswerklagers bei Breslau, Begleiter („Putzer“) des Führers der SA-Obergruppe x (Edmund Heines) auf dessen Reise nach Bad Wiessee | Breslau, SA-Hilfswerklager                                                            | 10. August 1913 in Breslau                                        | 1. Juli 1934 im KZ Dachau                                                                                          | ja                                                                         |
| Elisabeth von Schleicher                 | Elisabeth von Schleicher                                                                 | Ehefrau von Kurt von Schleicher | Neubabelsberg, Griebnitzstraße 4                                                      | 18. November 1893 in Potsdam                                      | 30. Juni 1934 in Neubabelsberg, Krankenhaus Nowawes                                                                | ja                                                                         |
| Kurt von Schleicher                      | Kurt von Schleicher                                                                      | Offizier (General a. D.), Reichswehrminister a. D., Reichskanzler a. D. | Neubabelsberg, Griebnitzstraße 4                                                      | 7. April 1882 in Brandenburg an der Havel                         | 30. Juni 1934 in Neubabelsberg, Griebnitzstraße 4 (Arbeitszimmer seiner Villa)                                     | ja                                                                         |
| Wilhelm Schmid                           | Wilhelm Schmid                                                                           | Offizier a. D. (Hauptmann a. D.), SA-Führer) SA-Gruppenführer), ehemaliger Führer der Abteilung II (Personalabteilung) der Obersten SA-Führung, Führer der SA-Gruppe Hochland, Mitglied des Reichstags | München, Mainzer Straße 7/1                                                           | 3. Juni 1889 in München                                           | 30. Juni 1934 in München, Gefängnis Stadelheim                                                                     | ja                                                                         |
| Wilhelm Eduard Schmid                    | Wilhelm Eduard Schmid                                                                    | Musikkritiker, aufgrund einer Personenverwechselung erschossen | München, Schackstraße 3                                                               | 12. April 1893 in Weilheim                                        | 30. Juni 1934 im KZ Dachau                                                                                         | nein                                                                       |
|                                          | Hans Walter Schmidt                                                                      | Kaufmännischer Angestellter, SA-Führer (SA-Standartenführer), Adjutant des Führers der SA-Gruppe Schlesien (Edmund Heines) | Breslau, Herdain Straße 12/21 [?]                                                     | 19. April 1912 in Breslau                                         | 2. Juli 1934 (offiziell 0.45 Uhr), Berlin-Lichterfelde, SS-Kaserne Lichterfelde                                    | ja                                                                         |
| August Schneidhuber                      | August Schneidhuber                                                                      | Offizier a. D. (Major a. D.), Landwirt, SA-Führer (SA-Obergruppenführer), Führer der SA-Obergruppe xy, Polizeipräsident von München, Mitglied des Reichstages | München, Ettstraße 4/1                                                                | 1887 in Traunstein                                                | 30. Juni 1934 in München, Gefängnis Stadelheim                                                                     | ja                                                                         |
| Konrad Schragmüller                      | Konrad Schragmüller                                                                      | Diplomlandwirt, SA-Führer (SA-Gruppenführer), Polizeipräsident von Magdeburg, Mitglied des Reichstages | Magdeburg, Kaiser-Otto-Ring 8                                                         | 11. März 1895 in Oestrich (Mengede), Kreis Dortmund               | 2. Juli 1934 (offiziell: 1.30 Uhr vormittags), Berlin-Lichterfelde, SS-Kaserne Lichterfelde                        | ja                                                                         |
| Joachim Schroedter                       | Joachim Schroedter                                                                       | Zahnarzt, SA-Führer (SA-Oberführer), Führer der SA-Brigade 33 (Dresden) und zugleich Standortführer der SA für den Standort Dresden | Dresden, Stübelallee 77                                                               | 2. April 1897 in Breslau                                          | 1. Juli 1934 in Dresden                                                                                            | ja                                                                         |
| Max Schuldt                              | Max Schuldt                                                                              | SA-Führer (SA-Standartenführer) | Chemnitz, Fritz-Reuter-Straße 2                                                       | 3. Mai 1903 in Neukirchen                                         | 1. Juli 1934 in Dresden                                                                                            | ja                                                                         |
|                                          | Walter Schulz                                                                            | Offizier (Oberleutnant a. D.), ehemaliger Freikorpsführer, SA-Führer (SA-Obersturmbannführer), Stabsführer der SA-Gruppe Pommern | Stettin                                                                               | 2. September 1897 in Kolberg                                      | 2. Juli 1934 in Stettin                                                                                            | ja                                                                         |
|                                          | Max Schulze                                                                              | SA-Führer (SA-Oberführer), Ratsherr der Stadt Magdeburg | Magdeburg                                                                             | 21. Oktober 1900 in Gaildorf                                      | 2. Juli 1934 im KZ Lichtenburg                                                                                     | ja                                                                         |
| Hans Schweighart                         | Hans Schweighart                                                                         | SA-Führer (SA-Standartenführer), Adjutant im Stab der Obersten SA-Führung | München, Rosenbuschstraße 5/1                                                         | 12. Juli 1894 in Allach bei München                               | 1. Juli 1934 im KZ Dachau                                                                                          | ja                                                                         |
| Emil Sembach                             | Emil Sembach                                                                             | Kaufmann, ehemaliger SS-Führer (SS-Oberführer), Mitglied des Reichstags | Brieg, Grüner Weg 1                                                                   | 2. März 1891 im Forsthaus Stifting bei Greinburg/Niederösterreich | 1. Juli 1934 im Riesengebirge                                                                                      | ja                                                                         |
| Hans Erwin von Spreti-Weilbach           | Hans Erwin Graf von Spreti-Weilbach                                                      | Landwirt, SA-Führer (SA-Standartenführer), Adjutant des Stabschefs der SA (Ernst Röhm) | München und Schloss Weilbach                                                          | 24. September 1908 in Karlsruhe                                   | 30. Juni 1934 in München, Gefängnis Stadelheim                                                                     | ja                                                                         |
| Bernhard Stempfle                        | Bernhard Stempfle                                                                        | Ehemaliger Hieronymiterparter, Publizist, Mitarbeiter im Archiv der Reichsleitung der NSDAP | München, Cherubinistraße 2/0                                                          | 17. April 1882 in München                                         | 1. Juli 1934 | ja                                                                         |
| Gregor Strasser                          | Gregor Strasser                                                                          | Apotheker, ehemaliger führender Politiker der NSDAP („Reichsorganisationsleiter“, d. h. de facto Generalsekretär, der Partei), Direktor des Pharmazie-Unternehmens Schering-Kahlbaum | Berlin-Wilmersdorf, Brienner Straße 12                                                | 31. Mai 1892 in Geisenfeld                                        | 30. Juni 1934 in Berlin, Prinz-Albrecht-Straße (Geheimes Staatspolizeiamt)                                         | ja                                                                         |
|                                          | Otto Stucken                                                                             | SA-Angehöriger (m.W.v. 7. Juli 1933 SA-Oberführer), seit 1. März 1933 Führer der SA-Standarte 62 (Cosel) und zudem mit Wirkung vom 14. April 1934 mit der Führung der Brigade 119 (Obererschlesien-Süd), Standort Cosel beauftragt                                                                            | Cosel, Oberschlesien                                                                  | 13. Dezember 1896 in Einbeck                                      | 1. Juli 1934 in einem Waldgebiet bei Obernigk und Breslau-Deutsch-Lissa                                            | ja                                                                         |
| Othmar Toifl                             | Othmar Toifl                                                                             | Nachrichtenmann im Dienst von Kurt Daluege, SS-Angehöriger (SS-Truppführer), Wachtruppführer im KZ-Columbiahaus, Kriminalangestellter beim Geheimen Staatspolizeiamt | Berlin-Steglitz, Körnerstraße 44                                                      | 16. Juli 1898 in Herzogenburg, Österreich                         | 1. Juli 1934 in Berlin-Grunewald, Herthastraße                                                                     | ja                                                                         |
| Julius Uhl                               | Julius Uhl                                                                               | SA-Führer (SA-Standartenführer), ehemaliger Führer der Stabswache der Obersten SA-Führung | München und SA-Standarte 10 Ingolstadt                                                | 3. März 1903 in Böbing                                            | 2. Juli 1934 im KZ Dachau                                                                                          | ja                                                                         |
| Erwin Villain                            | Erwin Villain                                                                            | SA-Standartenführer, Standartenarzt | Berlin-Köpenick, Bahnstraße 131                                                       | 3. November 1898 in Berlin-Köpenick                               | 1. Juli 1934 (offiziell 12.00 Uhr) in Berlin-Lichterfelde, SS-Kaserne Lichterfelde                                 | ja                                                                         |
|                                          | Max Vogel                                                                                | SA-Führer (SA-Obersturmführer), Chauffeur von Ernst Röhm | München                                                                               | 18. Juli 1908 in München                                          | 1. Juli 1934 im KZ Dachau                                                                                          |                                                                            |
|                                          | Gerd Voss                                                                                | Jurist (Gerichtsassessor), Führer der Dozentenschaft der Juristischen Fakultät der Berliner Universität, SA-Führer (SA-Sturmführer), Rechtsberater der SA-Gruppe Berlin-Brandenburg | Berlin, Fraunhoferstraße 27                                                           | 27. September 1907 in Itzehoe                                     | 1./2. Juli 1934 in Berlin-Lichterfelde, SS-Kaserne Lichterfelde                                                    | ja                                                                         |
|                                          | Eberhard Carl Freiherr von Wechmar                                                       | SA-Führer (SA-Brigadeführer), mit Wirkung vom 14. April 1934 (vgl. Führerbefehl Nr. 25) mit der Führung der Gruppenbefehlsstelle Niederschlesien der Obergruppe VIII (Gruppe Schlesien), Standort Liegnitz und zugleich mit der Führung der SA-Brigade 120 (Niederschlesien-Nord), Standort Glogau beauftragt | Liegnitz, Hotel Berghof; (laut Sterbeurkunde wohnhaft: Schönwaldau, Kreis Goldberg)   | 12. Juli 1897 in Frankfurt am Main                                | 1. Juli 1934 in einem Waldgebiet bei Obernigk und Breslau-Deutsch-Lissa                                            | ja                                                                         |
|                                          | Karl Zehnter                                                                             | Gastwirt (Wirt des Restaurants Nürnberger Bratwurstglöckl), Freund von Ernst Röhm | München, Frauenplatz 9/0 und 1                                                        | 27. März 1900 in München                                          | 1934 Straße von Dachau nach Augsburg bei Längenmoos                                                                | ja                                                                         |
|                                          | Ernestine Zoref                                                                          | Hausdame, Lebensgefährtin des Schriftstellers Paul Edmund von Hahn | München, Pariser Straße 33                                                            | 23. Mai 1896 in Wien                                              | 1. Juli 1934 KZ Dachau                                                                                             | ja                                                                         |
|                                          | Alexander Zweig                                                                          | Arzt, medizinischer Schriftsteller | Hirschberg, Bad Warmbrunn, Hornstraße 8                                               | 11. Juni 1881 in Oels                                             | 1. Juli 1934 bei Hirschberg                                                                                        | ja                                                                         |
|                                          | Jeanette Zweig                                                                           | Ehefrau von Alexander Zweig | Hirschberg, Bad Warmbrunn, Hornstraße 8                                               | 1877/1878                                                         | 1. Juli 1934 bei Hirschberg                                                                                        | ja                                                                         |

## Alternative Todeslisten
Kurz nach der Röhm-Affäre wurden in der außerdeutschen Presse sowie in Exil-Publikationen verschiedene weitere Todeslisten veröffentlicht, womit zumeist auch eine aufklärerisch-warnende Zielsetzung beabsichtigt war: So sollte die internationale Öffentlichkeit zum einen über das tatsächliche Ausmaß der von den NS-Machthabern begangenen Gräuel und zum zweiten über die dadurch erwiesene Brutalität und Mordbereitschaft dieser Machthaber informiert werden. Mehr oder weniger explizit war damit der Hinweis verbunden, dass Menschen, die im eigenen Land derartige Taten verüben lassen, bei sich bietender Gelegenheit – wenn sie einmal die Machtmittel hierzu hätten – dies auch im Ausland tun würden, und dass man daher gut daran täte, sich über den „wahren Charakter“ des deutschen Regimes keinen Illusionen hinzugeben. Hieran anknüpfend wurde häufig gefordert, sich für den Fall einer Auseinandersetzung mit der im Deutschen Reich regierenden „Mörderbande“ zu wappnen bzw. dieser rechtzeitig mit Gewalt das Handwerk zu legen.
In diesen Totenlisten wurden häufig – absichtlich oder unabsichtlich – stark überhöhte Opferzahlen veröffentlicht, die zum Teil bis in die Tausende gingen, was gut einer Verzehnfachung der heute angenommenen Opferzahlen entspricht und von der zeitgenössischen Presse und der späteren Forschung als Falschmeldung nachgewiesen werden konnte.

### „Otto-Strasser-Liste“
Otto Strasser, der Führer der Schwarzen Front und Bruder des am 30. Juni im Keller des Geheimen Staatspolizeiamtes ermordeten Gregor Strasser, veröffentlichte 1934/1935 in seinem Buch Die Deutsche Bartholomäusnacht eine ausführliche Totenliste.
- Ingenieur Ballerstedt (S. 241) = Otto Ballerstedt
- Beck = Fritz Beck
- von Beulwitz, SA-Sturmbannführer, Leiter der SA-Pressestelle Berlin (S. 123) = Veit Ulrich von Beulwitz
- Bose, Bürochef des Vizekanzlers von Papen = Herbert von Bose
- General von Bredow, Freund Schleichers (S. 241) = Ferdinand von Bredow
- Campausen, Führer der Katholischen Deutschnationalen Waldenburg (S. 241) = Kuno Kamphausen
- Charig, Hirschberg (S. 239) = Kurt Charig
- von der Decken, Adjutant Papens, Falschmeldung = George von der Decken (nicht getötet)
- von Detten, SA-Gruppenführer = Georg von Detten
- Engels (S. 123) = Ludwig Engels
- Karl Ernst, Gruppenführer, Berlin (S. 239) = Karl Ernst
- Hans von Falkenhausen, Brigadeführer, Berlin (S. 239) = Hans-Joachim von Falkenhausen
- Dr. Förster, Rechtsanwalt (S. 242) = Walter Foerster
- Gehrt, SA-Sturmführer = Daniel Gerth
- Dr. Glaser, Rechtsanwalt Röhms (S. 241) = Alexander Glaser
- Freiherr von Guttenberg, bayerischer Monarchistenführer = Georg Enoch Freiherr von und zu Guttenberg (tatsächlich nicht getötet)
- Hans Hayn, Gruppenführer, Schlesien (S. 239) = Hans Hayn
- Heimsoth, Freund Röhms (S. 241) = Karl-Günther Heimsoth
- Edmund Heines, Obergruppenführer, Schlesien (S. 239) = Edmund Heines
- H. Peter von Heydebreck, Gruppenführer, Pommern (S. 239) = Hans Peter von Heydebreck
- Hoffmann, SA-Oberführer (Stettin) = Joachim Hoffmann
- Dr. Huber, Führer der katholischen Studenten (S. 241) = ?
- Dr. Jakobssohn, Glogau (S. 242) = Sally Jacobsohn (tatsächlich nicht getötet)
- E. Jung, Mitarbeiter Papens (S. 241) = Edgar Jung
- Kahr = Gustav von Kahr
- Kasche, Brigadeführer, Kottbus (S. 239) = Erich Kasche (tatsächlich nicht getötet)
- Klausener (auch Clausener genannt) (S. 125, S. 155) = Erich Klausener
- Hans Karl Koch, Gruppenführer, Koblenz (S. 239) = Hans-Karl Koch
- Kopp, SA-Sturmführer (S. 116) =
- Kunze (S. 123) = SA-Standartenführer Otto Kunze, Leiter der „Arbeitsbeschaffungsstelle“ der SA-Gruppe Berlin-Brandenburg (tatsächlich nicht getötet)
- Lasch, Brigadeführer, Weimar (S. 116 und S. 239) = Kurt Lasch (tatsächlich nicht getötet)
- Lindemann, Glogau (S. 242) = Erich Lindemann
- Lossow, Reichswehrgeneral a. D., mit der Einschränkung „wahrscheinlich [getötet]“ (S. 241) = Otto von Lossow (nicht getötet)
- Lünicker, SA-Führer (S. 116) = Karl Lönneker (tatsächlich nicht getötet)
- Maerker, SA-Sturmbannführer (S. 123) = Herbert Merker (tatsächlich nicht getötet)
- Reg.Rat. Mattheis, Stuttgart (S. 241) = Hermann Mattheiß
- von Mohrenschild, Adjutant des SA-Obergruppenführers Ernst = Walter von Mohrenschildt
- Morsbach, Leiter des Akademischen Austauschdienstes = Adolf Morsbach (tatsächlich nicht getötet)
- Oppenheim sen., Gunzenhausen (S. 242) = Moritz Oppenheimer
- Oppenheim jun., Gunzenhausen (S. 242) = Siegfried Oppenheimer (tatsächlich nicht getötet)
- Probst = Adalbert Probst
- Reiner, Gruppenführer beim Stab (S. 239) = Rolf Reiner (tatsächlich nicht getötet)
- Röhm (S. 239) = Ernst Röhm
- Sanders, SA-Oberführer, Stabschef der Gruppe Berlin-Brandenburg, Hauptmann a. D. (S. 123) = Wilhelm Sander
- Richard Scheringer, Reichswehr Leutnant a. D. = Richard Scheringer (tatsächlich nicht getötet)
- Schritan, Landeshut (S. 242) = Hermann Schiftan (tatsächlich nicht getötet)
- General von Schleicher, Reichskanzler a. D. = Kurt von Schleicher
- Frau von Schleicher = Elisabeth von Schleicher
- Wilhelm Schmidt, Gruppenführer, München (S. 239) = Wilhelm Schmid
- August Schneidhuber, Obergruppenführer, München (S. 239) = August Schneidhuber
- Walter Schotte, Herausgeber der Preußischen Jahrbücher = Walther Schotte (tatsächlich nicht getötet)
- Schweikardt, SA-Führer (S. 116) = Hans Schweighart
- Seißer, Polizeioberst a. D., mit der Einschränkung „wahrscheinlich [getötet]“ (S. 241) = Otto Seißer (tatsächlich nicht getötet)
- Leo Stein, Berlin (S. 242) = Leo Stein (tatsächlich nicht getötet)
- Stempfle (S. 241) = Bernhard Stempfle
- Stieler, SA-Führer (S. 116) = Hans Stieler von Heydekampf
- Gregor Straßer, Organisator der NSDAP (S. 241) = Gregor Strasser
- Voß, Rechtsanwalt von Gregor Strasser = Gerd Voss
- von Wechmar, Brigadeführer, Liegnitz (S. 239) = Eberhard von Wechmar
- Karl Zehnter, Besitzer des Bratwurstglöckle (S. 242) = Karl Zehnter
- Zehnters Oberkellner (S. 242) = unklar (wahrscheinlich nicht-existente Person)
- Zehnters Zapfmeister (S. 242) = unklar (wahrscheinlich nicht-existente Person)
- Zweig, Rechtsanwalt (S. 242) = Alexander Zweig
- Frau Zweig (S. 242) = Jeanette Zweig

### Weissbuch-Liste
Im Weissbuch über die Erschießungen vom 30. Juni 1934 veröffentlichten exil-kommunistische Kreise um Willi Münzenberg im Herbst 1934 in Paris die Behauptung, dass mehr als 1000 Personen während der Röhm-Affäre umgebracht worden seien, von denen allerdings nur 113 namentlich genannt wurden. Auch hier ist unklar, inwieweit die fälschlich aufgelisteten Personen irrtümlich oder bewusst zur Erhöhung des Schockeffektes auf die Liste gesetzt wurden.
- Bechthold, SA-Führer (S. 87) = Hermann Berchtold (tatsächlich nicht getötet)
- Fritz Beck, führendes Mitglied der Katholischen Aktion (S. 84) = Fritz Beck
- Bergmann, „SA-Führer, Adjutant im Stabe des obersten Stabschefs Ernst Röhm“ (S. 75, 87) = Robert Bergmann
- von Beulwitz, SA-Standartenführer, Adjutant des Gruppenführers Ernst, Pressechef der Berliner SA (S. 74) = Veit Ulrich von Beulwitz
- von Bose, „Oberregierungsrat und erster Sekretär des Vizekanzlers Papen“ (S. 81) = Herbert von Bose
- von Bredow, „Generalmajor, Chef des Ministeramts im Reichswehrministerium unter Schleicher und dessen engster Mitarbeiter und Vertrauensmann“ (S. 79) = Ferdinand von Bredow
- Camphausen, „Regierungsbaumeister in Waldenburg“ (S. 84) = Kuno Kamphausen
- Dr. Charig (S. 86) = Kurt Charig
- Georg von Detten (S. 87) = Georg von Detten
- Graf Du Moulin-Eckardt (S. 87) = Karl Leon Du Moulin-Eckart (tatsächlich nicht getötet)
- Ender, SA-Obersturmführer in Schweidnitz (S. 75) = Herbert Ender
- „Engel (Berlin)“ (S. 89) bzw. „Engel, Gruppe Ernst, Berlin“ (S. 100) = wahrscheinlich Fritz Karl Engel (tatsächlich nicht getötet)
- Engel, „SA-Führer im Stabe des Obergruppenführers Heines, stellvertretender Polizeipräsident von Breslau“ (S. 98), auch „Engel (Breslau)“ (S. 89) = Ludwig Werner Engels
- Karl Ernst, SA-Gruppenführer Berlin-Brandenburg (S. 92) = Karl Ernst
- von Falkenhausen, SA-Führer der Gruppe Ernst, Berlin = Hans-Joachim von Falkenhausen
- von Fichte (S. 87) = Werner von Fichte (tatsächlich nicht getötet)
- Fiedler, „SA-Oberführer in der Gruppe Berlin-Brandenburg“ (S. 92) = Richard Fiedler (tatsächlich nicht getötet)
- Hauptmann Fischer (S. 87)
- Fleck (S. 87) = wahrscheinlich SA-Sturmbannführer Karl Fleck (tatsächlich nicht getötet)
- Dr. Foerster, Hirschberg (S. 86)
- Frasenhauser, SA-Führer in Sachsen (S. 75) = unklar, eventuell der aus Sachsen stammende Hans-Joachim von Falkenhausen
- Fritz Gerlich, „Chefredakteur der Münchener Neuesten Nachrichten, veröffentlichte im Sommer 1932 Göring schwerbelastende Dokumente, die Göring der Annahme von Bestechungsgeldern aus Industriequellen während des Weltkriegs überführten“ = Fritz Gerlich
- Gerth, „SA-Standartenführer, Adjutant des Gruppenführers Ernst, früherer Fliegeroffizier, Ritter des Ordens Pour le mérite“ (S. 75) = Daniel Gerth
- Freiherr von und zu Guttenberg (S. 87) = Georg Enoch Freiherr von und zu Guttenberg (tatsächlich nur verhaftet)
- Dr. Glaser, „Finanzberater beim Stabe Röhm, Mitwisser dunkler Geldgeschäfte der NSDAP; Verbindungsmann zwischen der Industrie und Hitler“ (S. 82) = Alexander Glaser
- Walter Haebich, „Mitglied der illegalen Kommunistischen Partei Deutschlands“ (S. 86) = Walter Häbich
- Hans Hayn, SA-Gruppenführer von Sachsen, Mitglied des Reichstags (S. 75) = Hans Hayn
- Heck, Standartenführer, Gruppe Berlin = Carl Heck (tatsächlich nicht getötet, später SA-Brigadeführer in Pommern)
- Dr. Karl Heimsoth, „Schriftsteller und Arzt, Empfänger der sogenannten Röhmbriefe und Besitzer der Briefe vieler Naziführer, aus denen ihre homosexuelle Verablagung hervorging“ (S. 82) = Karl-Günther Heimsoth
- Edmund Heines, SA-Obergruppenführer Schlesien, Mitglied des Reichstages und des Preußischen Staatsrats, Polizeipräsident von Breslau, gerichtnotorischer Fememörder, verantwortlich für alle ungeheuerlichen Folterungen und Morde in Schlesien seit Hitlers Machtergreifung (S. 74) = Edmund Heines
- Hess (S. 87) =
- Hans Peter von Heydebreck, SA-Gruppenführer Pommern Mitglied des Reichstags, ehemaliger Hauptmann, Führer eines nach ihm benannten oberschlesischen Freikorps (S. 76) = Hans Peter von Heydebreck
- Hinzen (S. 87) =
- Hoffmann, SA-Oberführer, Stettin (S. 77) = Joachim Hoffmann
- Huber (S. 87) = wahrscheinlich Joseph Carl Huber (tatsächlich nicht getötet)
- von Humboldt (S. 84) = wahrscheinlich Alexander von Humboldt (tatsächlich nicht getötet)
- Dr. Jacobson, Glogau (S. 86) = Rechtsanwalt Sally Jacobsohn in Glogau (tatsächlich „nur“ misshandelt, aber nicht getötet)
- Edgar Jung, „Mitarbeiter des Vizekanzlers von Papen, gilt als Verfasser der Marburge Rede“ (S. 81) = Edgar Jung
- Jurk, SA-Standartenführer Löbau, früherer Adjutant des SA-Obergruppenführers von Killinger (S. 76)
- Gustav von Kahr, bayrischer Ministerpräsident und Generalstaatskommissar in Bayern (S. 81) = Gustav von Kahr
- Kaindl (S. 87) = August Kaindl (tatsächlich erst nach der Säuberungswelle in anderem Zusammenhang ums Leben gekommen)[49]
- Siegfried Kasche (S. 87) = Siegfried Kasche (tatsächlich nicht getötet)
- Keppler (S. 87)
- Eugen von Kessel, „Polizeihauptmann, Referent im Preußischen Innenministerium“ (S. 82) = Eugen von Kessel
- Kirschbaum, SA-Führer der Gruppe Ernst, Berlin (S. 76) = Martin Kirschbaum (tatsächlich nicht getötet)
- Erich Klausener, „Ministerialdirektor im Reichsverkehrsministerium, früher Chef der Polizeiabteilung im Preußischen Innenministerium, Führer der Katholischen Aktion in Deutschland“ (S. 83) = Erich Klausener
- Koch, Sturmbannführer, Koblenz (S. 76) = Hans-Karl Koch
- Ewald Köppel, „Mitglied der illegalen Kommunistischen Partei Deutschlands“ (S. 87) = Walter Köppel
- Krause, Sturmbannführer des Pioniersturms der Brigade 30 (S. 76) = ?
- Fritz Ritter von Krausser, SA-Obergruppenführer, ständiger Stellvertreter des Stabschefs Röhm, Mitglied des Reichstags und des Preußischen Staatsrats (S. 76) = Fritz von Kraußer
- Kunze, Sturmbannführer, Gruppe Berlin (S. 76) = Otto Kunze (tatsächlich nicht getötet)
- Karl Lämmermann, „neunzehnjähriger Unterführer der Hitlerjugend in Plauen“ (S. 82) = Friedrich Karl Lämmermann
- Dr. Lindemann, Glogau (S. 86) = Erich Lindemann
- Hans Littmann (S. 87)
- Lönnicker, Sturmbannführer (S. 76) = Karl Lönneker (tatsächlich nicht getötet)
- Markus, Standartenführer, Gruppe Berlin (S. 76) = Willi Markus (tatsächlich nicht getötet)
- von Marlow (S. 87) = Otto Marloh (tatsächlich nicht getötet)
- Martin, SA-Führer der Gruppe Sachsen (S. 76) = Ernst Ewald Martin
- Dr. Matheus (S. 87) = Hermann Mattheiß
- Mathis (S. 87)
- May (S. 87) = Rudolf May (tatsächlich nur verhaftet, nicht getötet)
- Merker, Sturmbannführer, Gruppe Berlin (S. 76) = Herbert Merker (tatsächlich nicht getötet)
- von Mohrenschild, SA-Führer in der Gruppe-Berlin Brandenburg (S. 92) = Walter von Mohrenschildt
- Dr. Morsbach (S. 87) = Adolf Morsbach (tatsächlich nicht getötet)
- Pfarrer Mühler, „Stadtpfarrer in München, Führer der Katholischen Aktion in Bayern“ (S. 84) = Emil Muhler (tatsächlich nicht getötet)
- Erich Mühsam, Schriftsteller (S. 84) = Erich Mühsam (tatsächlich erst nach dem Abschluss der Röhm-Aktion umgebracht)
- Oberwurzer (S. 87) = wahrscheinlich Herbert von Obwurzer (tatsächlich nicht getötet)
- Salomon Oppenheim (S. 87) = Moritz Oppenheimer
- Oppenheims Sohn (S. 87) = Siegfried Oppenheimer (tatsächlich „nur“ verletzt aber nicht getötet)
- Ose (S. 87)
- Overhau, SA-Führer der Gruppe Ernst, Berlin
- von Pasinsky (S. 87)
- Adalbert Probst, „Leiter der katholischen Jugendbewegung im Rheinland“ (S. 84) = Adalbert Probst
- Hans Ramshorn, SA-Brigadeführer in Oberschlesien, Hauptmann a. D., Mitglied des Reichstags, Schwerkriegsbeschädigter, Polizeipräsident von Gleiwitz (S. 76) = Hans Ramshorn
- Reblitzki (S. 90 und 207) = Helmut Rebitzki, Oberbürgermeister von Breslau (tatsächlich nicht getötet)
- Baron Redwitz = Franz von Redwitz (tatsächlich nicht getötet)
- Wilhelm Reh, „Mitglied de illegalen Kommunistischen Partei Deutschlands“ (S. 86) = Robert Reh
- Reiner (S. 87) = Rolf Reiner (tatsächlich nicht getötet)
- von Roskotten (S. 87)
- Sander, „Standartenführer, Stabsleiter der Gruppe Berlin-Brandenburg“ (S. 92) = Wilhelm Sander
- Graf Scherr-Thoss (S. 90) = wahrscheinlich Ernst Hans Christoph Theobald Graf von Seherr-Thoß, Generalmajor und Sekretär des Präsidiums des Union-Klubs in Berlin (tatsächlich nicht getötet)
- Dr. Schiftan, Landeshut = Hermann Schiftan[50] (S. 90 und 131)
- Elisabeth von Schleicher, Ehefrau von Schleicher (S. 79) = Elisabeth von Schleicher
- Kurt von Schleicher, „General der Infanterie, Chef des Ministeramts im Reichswehrministerium, bis 30. Mai 1932, dann Reichswehrminister im Kabinett Papen bis 10. November 1932, dann Reichskanzler und Reichswehrminister bis 30. Januar 1933“ (S. 79) = Kurt von Schleicher
- Walter Schmidt, SA-Standartenführer, Adjutant des Obergruppenführers Edmund Heines (S. 76) = Hans Walter Schmidt
- Willy Schmidt, Musikkritiker (S. 87; eventuell doppelt gezählt[51]) = Wilhelm Eduard Schmid
- August Schneidhuber, SA-Obergruppenführer, Chef der SA in Bayern, Mitglied des Reichstags, Polizeipräsident in München (S. 74) = August Schneidhuber
- Schragmüller, Führer der SA-Gruppe Mitte, Magdeburg (S. 76) = Konrad Schragmüller
- Schwarz, Oberführer, Gruppe Berlin (S. 76) = Werner Schwarz (tatsächlich nicht getötet)
- Hans Erwin Graf Spreti, SA-Standartenführer, Ordonnanzoffizier im Stabe Röhms (S. 76) = Hans Erwin von Spreti-Weilbach
- Schröder, Standartenführer in Sachsen (S. 76) = Joachim Schroedter
- Eduard Stadler (S. 87) = Eduard Stadtler (tatsächlich nicht getötet)
- Stefan (S. 87)
- Leo Stein (S. 85) = Leo Stein, Berliner Jude, erst einige Tage nach der Röhm-Affäre zu Tode gekommen
- Pfarrer Stempfle, „Leiter des Miesbacher Anzeigers und oppositioneller Katholikenführer“ (S. 84) = Bernhard Stempfle
- Gregor Strasser (S. 81) = Gregor Strasser
- Thomas, SA-Führer der Gruppe Ernst, Berlin
- Trambauer, Fahnenträger beim Hitlerputsch (S. 87) = Heinrich Trambauer
- Uhl, SA-Standartenführer, Mitglied des Obersten SA-Stabes (S. 76) = Julius Uhl
- Villain, SA-Führer der Gruppe Ernst, Berlin (S. 76) = Erwin Villain
- Dr. Voss, Berliner Rechtsanwalt, „war während vieler Jahre der Rechtsberater Gregor Strassers“ (S. 82) = Gerd Voss
- Erich Wagner (S. 87)
- Weber, (S. 87) =
- Weiersch (S. 87) = eventuell Udo von Woyrsch (tatsächlich einer der Organisatoren der Mordaktion)
- Winkler, „Generalsekretär der Katholischen Gesellenvereine, Mitarbeiter Klauseners bei der Katholischen Aktion“ (S. 84) = August Christian Winkler (tatsächlich nicht getötet)
- Wopfner (S. 87)
- Prinz Ysenburg = entweder Ferdinand Karl von Isenburg, SA-Standartenführer und Adjutant des Reichstatthalter von Bayern (tatsächlich nur verhaftet), oder der Journalist Werner Abel, ein persönlicher Feind Hitlers, der, nachdem er in den 1920er Jahren zeitweise unter dem Decknamen „Prinz Ysenburg“ agiert hatte, in der Öffentlichkeit unter diesem Namen bekannt war (ebenfalls nicht während der Säuberungsaktion getötet, sondern erst 1935 im KZ Dachau ermordet)
- Gastwirt Zehntner (S. 82) = Karl Zehnter
- Zehnters Oberkellner (S. 82) = ? (wahrscheinlich inexistente Person)
- Zehntners Zapfmeister (S. 82) = ? (wahrscheinlich inexistente Person)
- Dr. Zweig, Hirschberg (S. 86) = Alexander Zweig
- Frau Zweig, Hirschberg (S. 86) = Jeanette Zweig

### Todeslisten in zeitgenössischen Zeitungen
Das Pariser Tageblatt meldete in seiner Ausgabe vom 6. Juli 1934 im Artikel „Enthüllte Geheimnisse des 30. Juni“, die folgenden Personen als Opfer der Säuberungsaktion
- Ernst, „Obergruppenführer von Berlin-Brandenburg“ = Karl Ernst
- Fiedler „Oberführer […] der Brigade 32“ = Richard Fiedler (tatsächlich nicht getötet)
- „Frasenhauser“ „sächsischer SA-Führer“, „Bruder des gleichnamigen Generals“ = Hans-Joachim von Falkenhausen
- „Gert“, „Hauptmann“, „Adjutant Ernsts“ = Daniel Gerth
- Heck „Standartenführer […] der Staffel 8“ = Carl Heck (tatsächlich nicht getötet)
- Krause „Standartenführer […] des Pioniersturms der Brigade 30“ = Kurd Krause
- Marcus „Standartenführer […] der Staffel 6“ = Willi Markus (tatsächlich nicht getötet)
- Sander, „Standartenführer“, „Stabsleiter der Obergruppe Berlin-Brandenburg“ = Wilhelm Sander
- Schwarz „Oberführer […] der Brigade 20“ = Werner Schwarz (tatsächlich nicht getötet)

## Fälschlich als getötet gemeldete Personen
- Werner von Alvensleben[52]
- Aretin[53]
- Guttenberg[54]
- Wolf-Heinrich von Helldorff[55]
- Humboldt[56]
- Otto von Lossow[57]
- Minna Ernst, Ehefrau von Karl Ernst (es wurde irrtümlich gemeldet, sie habe Suizid verübt)[58]
- Adolf Morsbach[59]
- Pfarrer Emil Muhler[60]
- Redwitz[61]
- Otto Seißer[62]
- Eduard Stadtler[63]
- Stützel[64]
- Fritz Günther von Tschirschky[65]
- Ysenburg[66]

## Weitere, von Verfolgungen betroffene Personen
Personen, die zur Ermordung vorgesehen waren, ihr aber entgingen, weil sie sich den Häschern rechtzeitig entziehen konnten oder nicht antreffbar bzw. die verhaftet, aber nicht erschossen wurden, waren unter anderem:
- Konrad Adenauer, ehemaliger Oberbürgermeister von Köln und Vorsitzender des Preußischen Staatsrates, wurde am 30. Juni 1934 von der Gestapo verhaftet und für ein paar Tage im Gefängnis von Potsdam festgehalten[67]
- Werner von Alvensleben, ehemaliger Verbindungsmann des Generals von Schleicher und führendes Mitglied des Deutschen Herrenklubs; wurde verhaftet und einige Tage im KZ Lichtenberg festgehalten. Friedrich Glum berichtete in seinen Memoiren, Alvensleben sei der Erschießung nur deshalb entgangen, weil es ihm gelungen sei, Heinrich Himmler unmittelbar vor dem Zugriff des SS-Kommandos, das ihn festsetzen solle, über Telefon zu erreichen. Himmler habe sodann die dazutretenden SS-Leute, die Alvensleben den Hörer aus der Hand rissen, mit ihrem Kopf dafür verantwortlich gemacht, dass Alvensleben nichts geschehen würde.[68]
- Robert Bergmann, persönlicher SS-Adjutant von Ernst Röhm, zuletzt im Rang eines SS-Gruppenführers (einige Wochen in Haft)
- Heinrich Brüning, ehemaliger Reichskanzler, erhielt im Mai einen Zettel zugesteckt, der besagte, dass sein Leben in Gefahr sei, floh danach ins Ausland
- Bernhard Wilhelm von Bülow, Staatssekretär im Auswärtigen Amt, auf Veranlassung Görings von der Todesliste gestrichen
- Rudolf Diels, der von Himmler und Heydrich verdrängte erste Chef der Gestapo gab 1949 in seinen Memoiren an, beide hätten die Gelegenheit des 30. Juni nutzen wollen, um auch ihn zu liquidieren. Nur die schützende Hand seines Gönners Göring habe ihn, Diels, vor der Erschießung bewahrt. Zur Sicherheit habe er sich außerdem am 30. Juni 1934 auf einen Jagdausflug begeben, so dass er – für mögliche Mörder unauffindbar – mit seinem Jagdgewehr auf einem Hochsitz gesessen hätte.[69]
- Karl Leon Du Moulin-Eckart, ehemaliger Leiter des SA-Geheimdienstes, entkam, da das Flugzeug, das ihn zur Erschießung nach Berlin bringen sollte, aufgrund einer Panne nicht starten konnte. Zum Teil wird auch die Protektion Himmlers für seine Schonung verantwortlich gemacht.
- Jenö von Egan-Krieger, ehemaliger Geschäftsführer der DNVP; wurde für einige Tage im Gefängnis von Potsdam festgehalten
- Hermann Ehrhardt, ehemaliger Freikorps-Führer und Konkurrent Hitlers um die Führung der deutschen Rechten; das SS-Kommando zog ab, weil Ehrhardt, von bewaffneten Getreuen gewarnt und umgeben, es an einem Waldsaum in der Nähe seines Anwesens erwartete. Er entkam in die Schweiz.[70]
- Hellmuth Elbrechter, Berliner Zahnarzt und Redakteur der Zeitschrift Die Tat, Berater und Verbindungsmann von Schleicher, Brüning und Gregor Strasser; entkam der Ermordung, da er am 30. Juni zufällig nicht in Berlin anwesend war.
- Edmund Forschbach, DNVP-Politiker, konnte untertauchen und später in die Niederlande fliehen
- Theodor Groppe, Generalmajor, Kommandeur der Grenzschutzdivision in Gleiwitz, NS-Gegner und späterer Widerstandskämpfer.
- Otto von Heydebreck, Journalist, Bruder des SA-Gruppenführers Hans Peter von Heydebreck. Als Freund des ehemaligen Kanzlers Brüning wurde er von Heydrich auf die Mordliste gesetzt, konnte aber nach rechtzeitiger Warnung untertauchen. Während Freunde ihn in wechselnden Quartieren versteckten, setzten sich Generale und hohe Beamte für ihn ein.[71]
- Siegfried Kasche, SA-Gruppenführer, konnte Göring überreden, sein Leben zu schonen
- Hans von Kessel, Journalist, Bruder von Eugen von Kessel. Entging der Ermordung, da er sich zum Zeitpunkt des vorgeblichen Röhm-Putsches in Stockholm aufhielt.[71]
- Wilhelm Freiherr von Ketteler, Mitarbeiter des Vizekanzlers Franz von Papen, Mitglied der konservativen Oppositionsgruppe um Herbert von Bose; konnte bei der Besetzung der Vizekanzlei durch die SS entkommen, indem er sich als Besucher ausgab.
- Manfred von Killinger, SA-Obergruppenführer
- Ernst Klein, Journalist
- Bernhard Lippert, Diplomat, Neffe von Ernst Röhm, wurde verhaftet, aber nicht erschossen, nachdem man feststellte, dass er nichts von der angeblichen Verschwörung wusste.
- Walter Luetgebrune, Rechtsanwalt, bis 1933 Rechtsberater der OSAF und von Ernst Röhm
- Franz Mariaux, Journalist, Frankreichkorrespondent der Ullstein-Presse; wurde bereits einige Tage vor dem 30. Juni von der Gestapo verhaftet, aber – wahrscheinlich wegen Berichten der Auslandspresse und eventuell nach Protesten der französischen Botschaft – der regulären Polizei übergeben und wieder freigelassen.
- Eugen Ott, ehemaliger Mitarbeiter Kurt von Schleichers, stand angeblich auf der Todesliste, weilte aber zum Zeitpunkt des vorgeblichen Röhm-Putsches bereits als Militärattaché in Japan[72]
- Franz von Papen, Vize-Kanzler in der Regierung Hitler, auf Veranlassung von Göring von der Mordliste gestrichen und in Schutzhaft genommen
- Rolf Reiner, seit 1931 SS-Adjutant von Ernst Röhm, dann dessen Vertreter bei Hitler, im Dienstrang eines SS-Gruppenführers
- Gerhard Roßbach, ehemaliger Freikorpsführer
- Friedrich Carl von Savigny, Mitarbeiter der Kanzlei des Vizekanzlers, verhaftet, aber aufgrund eines Missverständnisses nicht erschossen
- Otto Schmidt-Hannover, ehemaliger Fraktionsvorsitzender der DNVP im Reichstag, floh vor dem Eintreffen eines Festnahmekommandos aus seiner Breslauer Heimat an die Küste, nachdem General von Kleist ihn gewarnt hatte.[73]
- Johannes Ludwig Schmitt, Arzt und Klinikbesitzer in München; geriet wahrscheinlich auf die Mordliste, weil er Hitlers Erzfeind Otto Strasser zur Flucht ins Ausland verholfen hatte. Er entkam, weil das Gestapo-Kommando, das am 30. Juni zu seiner Ermordung ausgeschickt wurde, nicht wusste, dass er bereits seit April verhaftet war und im Gefängnis Stadelheim einsaß. Er wurde dort bis zum 2. Juli von einem Hausmeister in einem Holzverschlag vor der SS versteckt.
- Walther Schotte, konservativer Publizist und Redenschreiber von Papens. Schotte wurde verschiedentlich fälschlich als ermordet gemeldet, kam nach Angaben eines Freundes „gerade noch so eben mit dem Leben davon“.[74]
- Paul Schulz, ehemaliger Reichsinspektor der NSDAP und enger Mitarbeiter von Gregor Strasser, wurde von der Gestapo durch Schüsse schwer verletzt, stellte sich tot und konnte entfliehen.
- Roderich Graf von Thun und Hohenstein, Generalsekretär der Arbeitsgemeinschaft Katholischer Deutscher. am 1. Juli vorübergehend verhaftet und im Geheimen Staatspolizeiamt gefangen gehalten
- Gottfried Treviranus, konservativer Politiker, entkam der Gestapo, indem er bei ihrer Ankunft – im Tennis-Dress – über seine Gartenmauer sprang und durch die angrenzenden Gärten floh.
- Fritz Günther von Tschirschky, Mitarbeiter der Vizekanzlei, entging der Ermordung, da zwei verschiedene Mordkommandos sich nicht einigen konnten, wer für ihn zuständig sei, dann durch Intervention Papens und des niederländischen Botschafters gerettet
- Wilhelm von Preußen, ehemaliger Kronprinz des deutschen Reiches, auf Görings Veranlassung von der Mordliste gestrichen
- Prinz Ernst Heinrich von Sachsen, dritter Sohn des letzten Königs von Sachsen[75]
- Otto Wagener, 1929 bis 1930 Stabschef der SA, 1931 SA-Gruppenführer, kurzzeitig Oberster SA-Führer, 1932 bis 1933 Leiter der Wirtschaftspolitischen Abteilung der NSDAP, nachfolgend Generalmajor

Der persönliche Arzt von Ernst Röhm sowie SA-Sanitätsgruppenführer Emil Ketterer, vor Ort in Bad Wiessee anwesend, entging auf Fürsprache von Viktor Lutze der Verhaftung.
Nach der Amnestie vom 7. August 1934 wurde ein großer Teil der während der Röhmaffäre in Schutzhaft genommenen Personen, wie auch der sonstigen Schutzhäftlinge, die zu dieser Zeit existierten, auf freien Fuß gesetzt. Im Spätsommer 1934 wurden offiziell die folgenden Zahlen von Schutzhäftlingen in den verschiedenen Ländern des Reiches gemeldet:
- Preußen: 35 Personen, die aus Anlass der Röhmaffäre in Schutzhaft genommen wurden, sowie 401 andere Personen (29. August 1934).[76]
- Bremen: 12 Personen (31. August 1934).[77]
- Württemberg: 47 Personen (29. August 1934).[78]

## Archivalien
Im Staatsarchiv München wurden im Bestand Staatsanwaltschaften (STAW) diverse Akten über die Morde von 1934 verwahrt (Nr. 1436, 28792, 28793, 28794, 29791, 29792, 29794). Darin u. a. „Eingeliefert und aufgenommen wurden hier am 30. Juni 1934“ (28792), Direktion des Vollstreckungsgefängnis München, Verzeichnis der in Verwahrung genommenen Sache der Gefangenen, Niederschrift des Direktors Koch der Direktion der Strafvollstreckungsgefängnisses.

## Gerichtsurteile zu den Morden vom 30. Juni bis 2. Juli 1934
- Urteil des Schwurgerichtes Breslau vom 26. September 1934 in der Strafsache gegen Deponte u. a. wegen Mord an Kamphausen → Jenke wurde wegen Totschlag zu einem und Deponte wegen Totschlags zu fünf Jahren Gefängnis, Förster wegen Amtsanmaßung in Tateinheit mit schwerer Freiheitsberaubung zu zwei Jahren Gefängnis verurteilt, Makosch, Szustak und andere wurden freigesprochen
- Urteil des Schwurgerichts Schweinfurt vom 12. April 1951 in der Strafsache gegen Böttger und Gasse wegen Beihilfe zum Mord an den Hirschberger Bürgern Charig, Förster, Alexander und Jeanette Zweig (2 Ks 2/51) → Böttger wurde wegen Beihilfe zum Mord an diesen Personen zu acht Jahren, Gasse wegen Beihilfe zum Mord an diesen vier Personen zu vier Jahren Zuchthaus verurteilt
- Urteil des Schwurgerichts beim Landgericht Kassel vom 10. Oktober 1952 in der Strafsache gegen Bischoff und Finsterwalde wegen Mordes an Lindemann und gemeinschaftlicher Körperverletzung an Jacobsohn (3 Ks 5/52) → Bischoff wurde wegen Mordes an Lindemann zu lebenslänglichem Zuchthaus und Finsterwalde wegen gemeinschaftlicher Körperverletzung an Jacobsohn zu einem Jahr und fünf Monaten Gefängnis verurteilt
- Urteil des Schwurgerichts beim Landgericht Hannover vom 5. März 1954 in der Strafsache gegen Makosch und Moschner wegen Totschlag an Herbert Ender (2 Ks 1/53) → Makosch wurde wegen Totschlags an Ender zu 1,5 Jahren Gefängnis und Moschner wegen Beihilfe zum Totschlag an Ender zu 9 Monaten Gefängnis verurteilt
- Urteil des Schwurgerichts Berlin vom 12. September 1955 in der Strafsache gegen Himpe wegen Beihilfe zum Mord an den Hirschberger Bürgern Charig, Förster, Alexander und Jeanette Zweig (1 PKs 2/53) → Himpe wurde wegen Beihilfe zum Mord an diesen vier Personen zu 6 Jahren Zuchthaus verurteilt
- Urteil des Schwurgerichts Braunschweig vom 28. Mai 1956 in der Strafsache gegen Skarabis, Blümel, Kadura, Hartmann und Bittner wegen Beihilfe zum Totschlag an Köppel und Reh (1 KSs 1/56) → Skarabis wurde wegen Beihilfe zum Totschlag an Köppel und Reh zu vier Jahren Gefängnis, Blümel, Kadura, Hartmann und Bittner wegen Beihilfe zum Totschlag  in einem Falle zu Gefängnisstrafen zwischen 1 und 4 Jahren verurteilt
- Urteil des Schwurgerichts beim Landgericht in Osnabrück vom 2. August 1957 in der Strafsache gegen Woyrsch und Müller-Altenau

### Zeitungsartikel
- „‚Erschießungen sind unangenehm, aber sie müssen sein.‘ Lippert am Schlußtag des Röhm-Prozesses schwer belastet“, in: Süddeutsche Zeitung vom 14. Mai 1957.